# Musikjahr 1582
Liste der Musikjahre

◄◄ | ◄ | 1578 | 1579 | 1580 | 1581 | Musikjahr 1582 | 1583 | 1584 | 1585 | 1586 | ► | ►►

Weitere Ereignisse
Dieser Artikel behandelt das Musikjahr 1582.

## Ereignisse

### Heiliges Römisches Reich

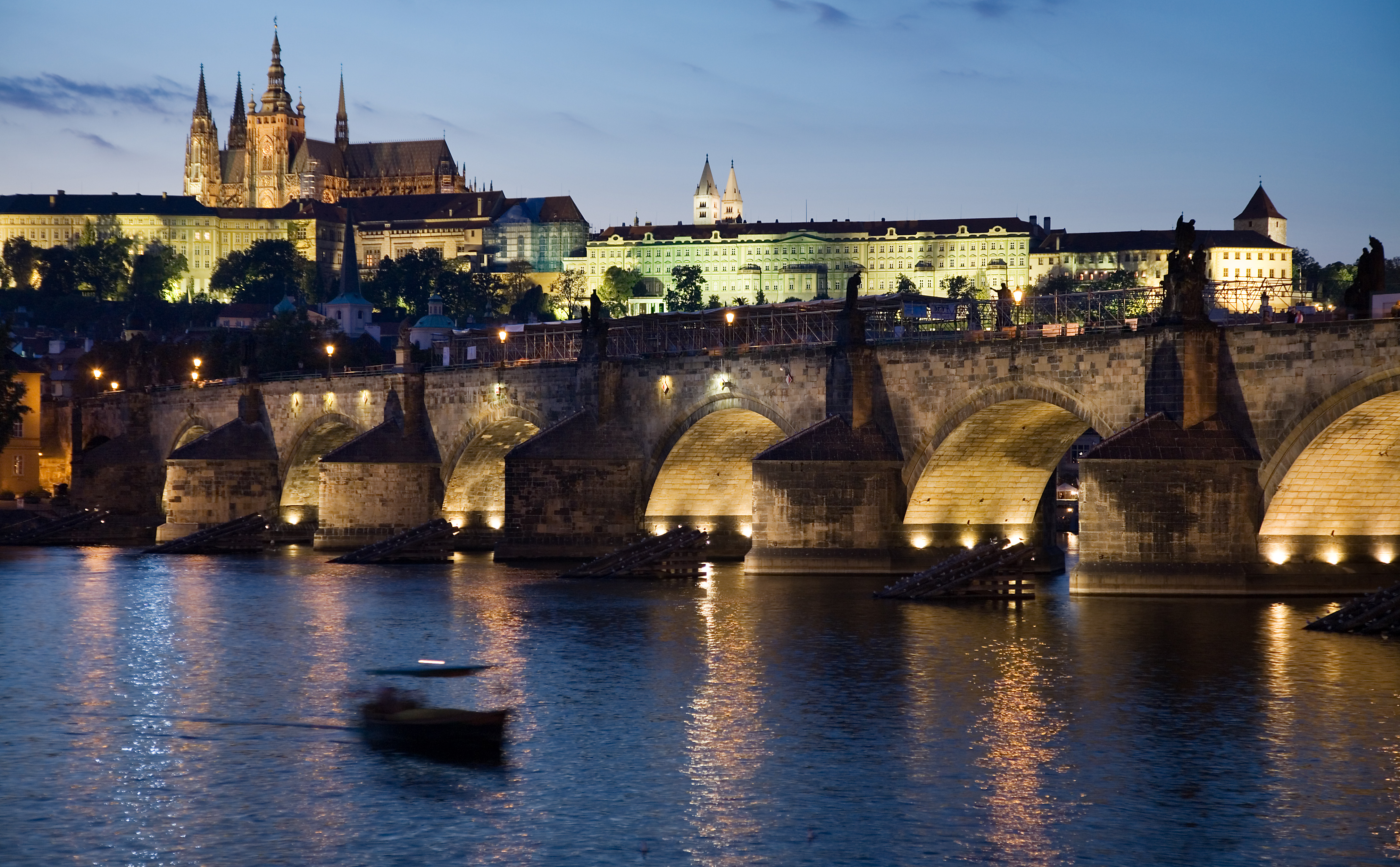
Prager Burg und Karlsbrücke am Abend

#### Hofkapelle von Rudolf II.
- Jacobus de Kerle, der wahrscheinlich zuvor im Fürststift Kempten tätig war und im Jahr 1582 kurzzeitig am Hof des Kölner Erzbischofs und Kurfürsten Gebhard Truchseß von Waldburg wirkte, kommt auf dem Reichstag in Augsburg im gleichen Jahr anscheinend zu dem Entschluss, eine Stellung bei Kaiser Rudolf II. anzustreben; bereits am 1. September 1582 beruft ihn Kaiser Rudolf als Hofkaplan.
- Carl Luython, der seit 1566 Chorknabe in der Hofkapelle von Kaiser Maximilian II. war und nach Eintreten des Stimmbruchs offenbar bis 1575 zu einem Studienaufenthalt in Italien weilte, wirkt nach seiner Rückkehr nach Wien wieder in der Hofkapelle und wird ab dem 18. Mai 1576 als „Cammer musicus“ mit einem Monatsgehalt von zehn Gulden in den dortigen Akten geführt. Im Januar 1582 kommt es zu seiner rückwirkenden Ernennung zum dritten Hoforganisten und wenig später im gleichen Jahr zum zweiten Hoforganisten. Luython begleitet seinen neuen Dienstherrn Rudolf II. im selben Jahr zum Reichstag nach Augsburg; dort kann er Johann Fugger eine Ausfertigung seines ersten in Venedig veröffentlichten Madrigalbuchs Il primo libro de madrigali zu fünf Stimmen überreichen, welches diesem gewidmet ist. Auch im Orgelbau ist der Komponist engagiert: Zusammen mit dem Orgelbauer Albrecht Rudner wirkt er von 1581 bis 1590 an der Erneuerung der Orgel des Doms St. Veit in Prag mit. Die betreffenden Akten enthalten zahlreiche Einwendungen Luythons zu diesem Vorhaben, womit er recht detailliert seine Vorstellungen vom Orgelbau wiedergibt.
- Jakob Regnart, der seit 1568 für eine etwa zweijährige Studienreise in Italien weilte, ist seit 1. November 1570 Präzeptor (Musiklehrer) der Kapellknaben der Hofkapelle. Als Nachfolger von Alard du Gaucquier (1534–1582) wird er Anfang 1582 zum Vize-Kapellmeister befördert und bekommt eine weitere Gehaltserhöhung. Sein Landsmann Orlando di Lasso hatte ihn schon 1580 mit beredten Worten als Nachfolger von Antonio Scandello für das Amt des Hofkapellmeisters am kursächsischen Hof in Dresden vorgeschlagen; diese Möglichkeit lässt Regnart aber unberücksichtigt. Dennoch bleibt er nur kurze Zeit in Prag und wechselt im Frühjahr 1582 als Nachfolger von Alexander Utendal als Vizekapellmeister nach Innsbruck an den Hof von Erzherzog Ferdinand II., der als besonders eifriger Verfechter der Gegenreformation gilt.
- Philippe de Monte ist seit 1568 als Nachfolger von Jacobus Vaet Kapellmeister der Hofkapelle Maximilians II. in Wien. Nach dem Tod von Maximilian II. am 12. Oktober 1576 ist er für dessen Nachfolger Rudolf II. in Wien und später in Prag tätig und bekommt die Position eines Kanonikus an der Kathedrale von Cambrai zuerkannt. 1582 veröffentlicht de Monte sein Il primo libro de madrigali zu drei Stimmen.

#### Bayerischer Reichskreis

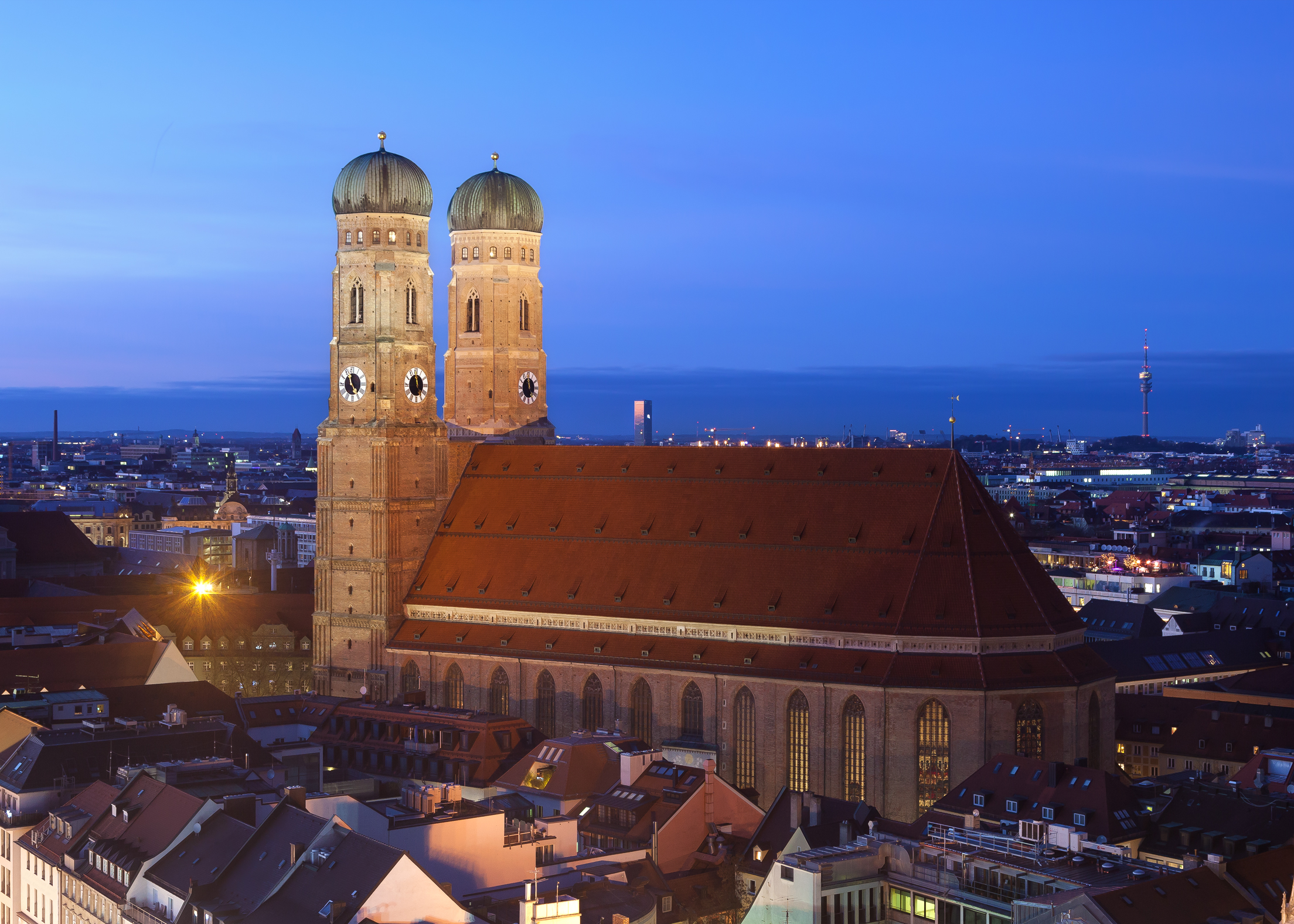
Frauenkirche München am Abend

##### Herzogtum Bayern
- Gregor Aichinger, der 1577 im Knabenalter nach München gegangen war und Schüler von Orlando di Lasso wurde, studiert seit 1578 an der Universität Ingolstadt. Dort tritt er in Kontakt mit seinem Studienkollegen Jakob Fugger, dem späteren Fürstbischof von Konstanz. Aichinger erhält durch diese Begegnung, Kontakte zu weiteren Mitgliedern der Familie Fugger, denen er später zahlreiche seiner Werke widmen wird.
- Ludovicus Episcopius, der seit 18. Oktober 1577 als Kapellmeister und Kantor an der Kollegiatkirche St. Servatius in Maastricht tätig war, wirkt ab 1. Juli 1582 als Hofkaplan und Sänger am Bayerischen Königshof in München unter Orlando di Lasso; zur gleichen Zeit ist er als Lehrer (praeceptor) für die Ausbildung der Chorknaben verantwortlich.
- Franciscus Florius hat seit Herbst 1556 in München an der Hofkapelle von Herzog Albrecht V. eine Anstellung als Hofbassist. Neben seiner Tätigkeit als Sänger ist Florius, zusammen mit dem Hofkopisten Johannes Pollet, auch als Notenkopist eingesetzt. Nach dem Ausscheiden Pollets 1571 ist er zum Hauptkopisten aufgestiegen; diese Stellung hat er bis zu seinem Tod 1588 inne.
- Johannes de Fossa ist seit dem letzten Vierteljahr 1559 Vizekapellmeister der Münchner Hofkapelle. In den vorhandenen Dokumenten wird Fossa allerdings weiterhin nur als Tenorist bezeichnet. Seit 1571 hat er die Aufsicht über die Chorknaben der Kapelle und hat ihnen in seinem Haus Kost und Unterkunft zu geben.
- Antonius Gosswin, der seit 1580 Mitglied der Kapelle von Prinz Ernst, Bischof von Freising, einem Sohn von Herzog Albrecht, ist, lebt seit Anfang 1580 mit seiner Frau in Freising. Sein Dienstherr, der gegen Jahresende 1580 zum Bischof von Lüttich ernannt wird, tritt sein Amt feierlich am 30. Januar 1581 an. Ob Antonius Gosswin ihm nach Lüttich gefolgt ist, ist nicht überliefert. 1582 erhält er für die Komposition einer Messe für Kaiser Rudolf II. 30 Florentiner.
- Orlando di Lasso ist seit 1563 Kapellmeister der Münchner Hofkapelle. Zu Orlandos Aufgaben gehören u. a. Reisen durch Europa zur Anwerbung neuer Musiker, die Unterrichtung der Chorknaben, die teilweise sogar in seiner Familie leben, Proben mit den Musikern und die Komposition zahlreicher neuer Werke. Schon lange vor dem Tod Albrechts V. 1579 hat di Lasso ein hervorragendes Verhältnis zu Albrechts Nachfolger Wilhelm V. entwickelt; dieser sorgte auch ab 1573 für die Herausgabe einer eindrucksvollen Reihe großformatiger Chorbücher mit Orlandos Messen, Offizien, Lesungen und Magnificats in den erwähnten Patrocinium musices.

#### Burgundischer Reichskreis

##### Republik Antwerpen
- Séverin Cornet, der seit 1564 in Mechelen an der St.-Rombouts-Kathedrale tätig war, ist seit 1572 der Nachfolger von Gérard de Turnhout als Kapellmeister der Kathedrale von Antwerpen. Auf dem Höhepunkt der religiösen Konflikte rufen die Calvinisten im Juli 1581 die calvinistische Republik Antwerpen aus. Dies hat zur Folge, dass die katholischen Gottesdienste an der Kathedrale zeitweise verboten werden; somit verliert Séverin Cornet seine dortige Stellung. Daraufhin bemüht er sich um eine Anstellung als Hofkapellmeister bei Erzherzog Ferdinand von Österreich in Innsbruck. Er nimmt dafür die Vermittlung von Marc le Prévost, der Kontaktperson des Erzherzogs in Antwerpen, in Anspruch, hat aber keinen Erfolg. Musikforscher nehmen an, dass Cornet ab dieser Zeit bis zu seinem Tod im März 1582 den Druck und die Herausgabe seiner musikalischen Sammlungen mit der finanziellen Hilfe verschiedener Mäzene durchführen konnte.
- Servaes van der Meulen, der Organist an der St.-Gertrudskirche in Bergen-op-Zoom und an einer Kapelle der Kathedrale Notre-Dame in Antwerpen war, kann während seiner Amtszeit im Frühjahr 1581 verhindern, dass die Anhänger des Calvinismus die große Orgel der Antwerpener Kathedrale abbauen. Darüber hinaus erlaubt ihm der calvinistische Magistrat der Stadt, seinen Posten als Organist zu behalten.
- Hubert Waelrant wirkt in Antwerpen.

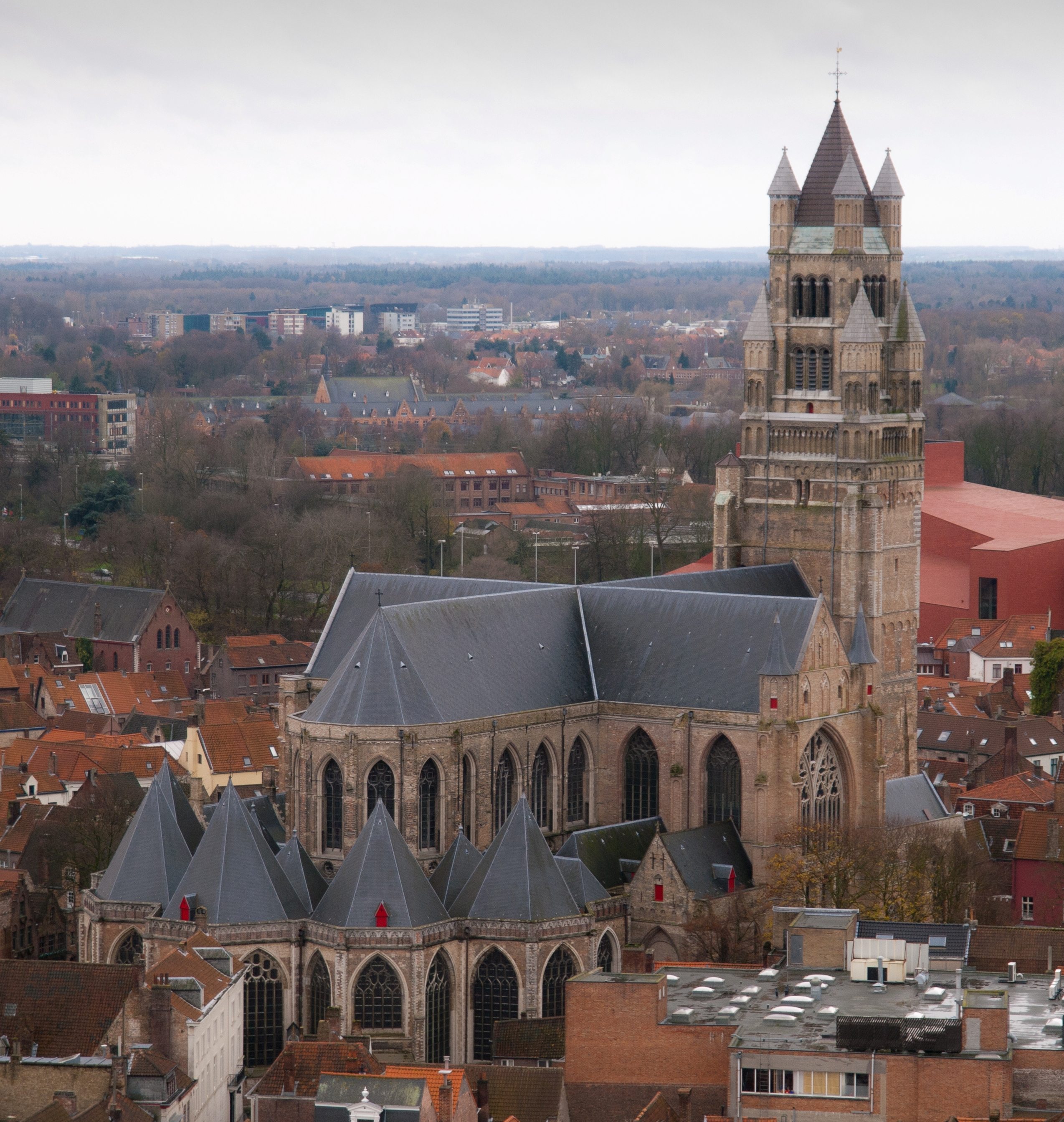
Kathedrale St. Salvator in Brügge

##### Grafschaft Flandern
- Andreas Pevernage, der vom 17. Oktober 1563 bis 1577 Kapellmeister an der Kirche Notre-Dame in Courtrai war und 1564 zusätzlich eine Pfründe an Sankt Willibrordus in Hulst erhalten hatte, wechselt 1578 an die Kirche St. Jakob in Brügge, weil Courtrai kurzzeitig unter die Herrschaft der Calvinisten gerät. Zwischen 1578 und 1585 wird die Arbeit Pevernages aber auch in Brügge immer wieder durch die kriegerischen Auseinandersetzungen zwischen den Konfessionen beeinträchtigt. So ist der katholische Gottesdienst zwischen 1581 und 1584 nicht möglich und der Komponist weicht wohl immer wieder nach Courtrai aus.
- Cornelis Verdonck, der seine erste musikalische Ausbildung als Kapellknabe vermutlich an der Kathedrale Notre-Dame in Antwerpen unter Gérard de Turnhout bekam und dann ab 1572 acht Jahre lang als Sängerknabe in der Hofkapelle des spanischen Königs Philipp II. gewirkt hatte, studiert an der Universität Douai und ist ab dieser Zeit Schüler von Séverin Cornet. Dieser macht seinen Schüler mit den neueren italienischen Stilentwicklungen bekannt.

##### Grafschaft Holland
- Jan Pieterszoon Sweelinck, der älteste Sohn des Organisten Pieter Swibbertszoon und seiner Frau Elske Jansdochter Sweeling, lebt in Amsterdam und wirkt nach Aussage von Sweelincks Schüler und Freund Cornelis Plemp seit dem Jahr 1577 als Organist an der Oude Kerk. Nach Johann Mattheson ist er „schon in der Jugend, wegen seiner netten Fingerführung auf der Orgel, und überaus artigen Manier zu spielen, sonderlich berühmt“.[1]

##### Tournai
- Géry de Ghersem, der in seiner Jugendzeit seine erste musikalische Ausbildung durch den Komponisten George de La Hèle an der Kathedrale von Tournai erhielt, lebt in Tournai.

#### Fränkischer Reichskreis

##### Reichsstadt Nürnberg
- Leonhard Lechner, der bis zirka 1570 als Sängerknabe am bayerischen Hof zu Landshut angestellt war, hält sich spätestens seit 1575 in Nürnberg auf. Hier hat er bis 1584 das untergeordnete Amt eines „Schulgehilfen“ an der St.-Lorenz-Schule inne. Sein Nürnberger Wirken ist durchaus von Anerkennung und Erfolgen begleitet; auch bieten ihm die 1568, 1571 und 1577 gegründeten privaten Zirkel musikliebender Nürnberger Patrizier (Sodalicium musicum) ein finanziell wie künstlerisch lohnendes Betätigungsfeld. Sein beruflicher Ehrgeiz ist aber mit einem Verbleib in Nürnberg längerfristig nicht vereinbar. Der Rat der Stadt versucht, den Komponisten durch Aufbesserung seines Gehalts (nach dem Ratsprotokoll vom 26. Juli 1577: „Weil Er ein solch gewaltiger Componist und Musicus“) und 1582 durch Verleihung des Titels „archimusicus“ zu halten. 1582 veröffentlicht er seine Neue Teutsche Lieder zu vier bis fünf Stimmen, die Motette Ascaniae stirpis virtus est zu sechs Stimmen für Joachim Ernst von Anhalt sowie die sogenannten Kronberg-Motetten zu fünf bis sechs Stimmen.

#### Kurrheinischer Reichskreis

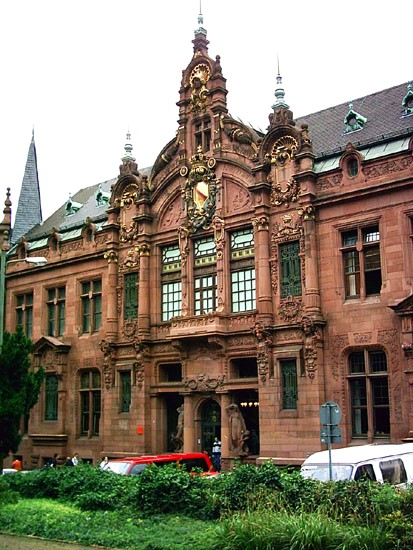
Hauptgebäude der Universitätsbibliothek Heidelberg

##### Kurpfalz
- Mathias Gastritz, der am 22. Dezember 1561 zum Organisten der Stadt Amberg bestellt wurde, wirkt fast 30 Jahre lang in den Diensten der Stadt.
- Johann Knöfel ist seit 1579 Kapellmeister des pfalzgräflichen Kurfürsten zu Heidelberg Ludwig VI.
- Andreas Raselius, der in Amberg möglicherweise Schüler des Komponisten Mathias Gastritz war und die Lateinschule in Sulzbach besucht hatte, studiert seit 1581 in Heidelberg.

#### Niederrheinisch-Westfälischer Reichskreis

##### Vereinigte Herzogtümer Jülich-Kleve-Berg
- Martin Peudargent ist Hofkomponist in den Diensten von Wilhelm V. von Jülich-Kleve-Berg.

#### Niedersächsischer Reichskreis

##### Erzstift Magdeburg
- Leonhart Schröter, der von 1561 bis 1576 als Stadtkantor in Saalfeld gewirkt hatte, ist seit 1576 Kantor an der Altstädter Lateinschule in Magdeburg, wo er bis zu seiner Emeritierung 1595 verbleibt.

##### Fürstentum Braunschweig-Wolfenbüttel
- Johann Zanger der Ältere, der seit 1553 Pfarrer an der Petrikirche in Braunschweig war, ist seit 1571 Pfarrer an der Martinikirche, seit 1577 Stellvertreter des Stadtsuperintendenten.

##### Hamburg
- Jacob Praetorius der Ältere, der wahrscheinlich in seiner Heimatstadt Magdeburg Unterricht von Martin Agricola erhielt, ist von 1555 bis zu seinem Tod 1586 als Organist und Kirchenkomponist an zwei Kirchen in Hamburg nachweisbar.

#### Oberrheinischer Reichskreis
- Paschal de l’Estocart, der sich zwischen 1559 und 1565 in Lyon aufhielt, wo er 1565 heiratete, arbeitet 1582 für den lothringischen Herzog Karl III.

#### Obersächsischer Reichskreis

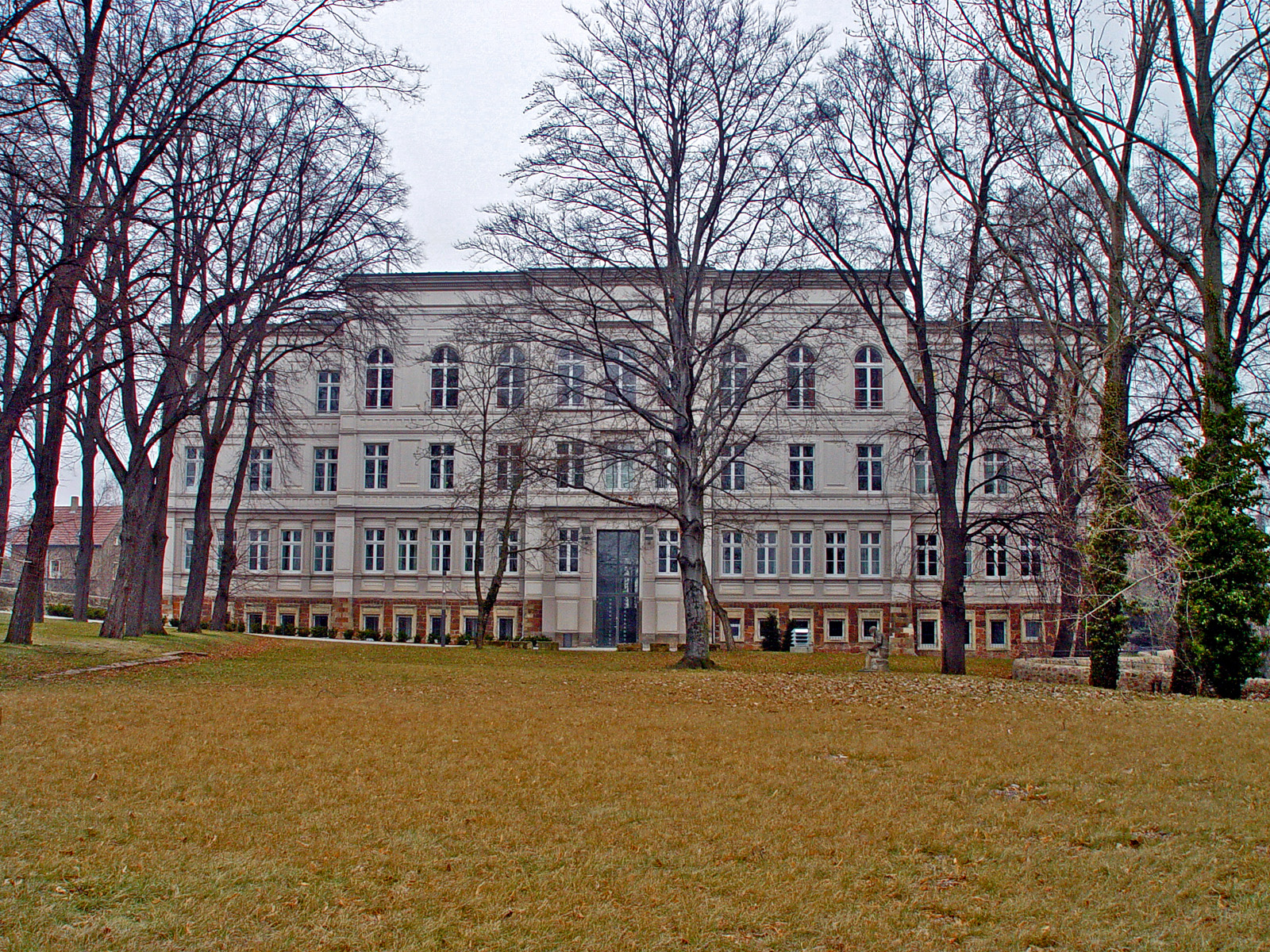
Fürstliche Landesschule St. Afra, heute: Sächsisches Landesgymnasium Sankt Afra

##### Kurfürstentum Sachsen
- Elias Nikolaus Ammerbach, der von 1548 bis 1549 an der Universität Leipzig studiert hatte, wirkt danach, vermutlich bis an sein Lebensende 1597, als Thomasorganist an der Thomaskirche.
- Joachim a Burck, der ab 1563 Kantor an der Lateinschule in Mühlhausen war, ist seit 1566 Organist an der Kirche Divi Blasii in Mühlhausen. Daneben ist er als Geschichtsschreiber und öffentlicher Notar tätig.
- Sethus Calvisius, der seit 1580 an der Universität Leipzig studierte, wird auf Empfehlung Nikolaus Selneckers und der gesamten theologischen Fakultät der Universität Leipzig im November 1582 als Kantor nach Schulpforta berufen, wo er unter anderem den Motettengesang bei den gemeinsamen Mahlzeiten einführt.
- Wolfgang Figulus ist von 1551 bis zu seiner Pensionierung 1588 Kantor und Lehrer an der Fürstenschule in Meißen. Er unterrichtet die Fächer Musik, Latein und Religion und sorgt für die musikalische Gestaltung der Gottesdienste in der Afrakirche. 1582 erscheint in Wittenberg sein Sacrum nuptiale in honorem coniugii […]Johannis Michael.
- Rogier Michael, der von 1572 bis 1574 die Stelle eines Tenorsängers in Ansbach an der Hofkapelle von Markgraf Georg Friedrich von Brandenburg-Ansbach bekleidete, ist seit 1. Februar 1575 – auf Empfehlung von Aemilia von Sachsen, der Schwester von Kurfürst August von Sachsen – Sänger und Musiker an der Dresdener Hofkapelle.
- Giovanni Battista Pinello di Ghirardi, der zuletzt in Prag am Hof Kaiser Rudolfs gewirkt hatte, ist seit 1581 – wenige Monate nach dem Tod von Antonio Scandello – Kapellmeister der Dresdner Hofkapelle. Wegen Unstimmigkeiten gibt er diesen Posten schon bald auf und lässt sich wieder in Prag nieder.
- Matthieu Reimann studiert 1582 an der Universität Leipzig.
- Nikolaus Selnecker, der seit dem Jahreswechsel 1573/74 wieder Professor in Leipzig ist, ist seit 1576 zusätzlich Pfarrer an der Thomaskirche und Superintendent, dazu auch Domherr am Meißner Dom.

##### Mark Brandenburg
- Bartholomäus Gesius, Sohn eines Ackerbürgers und Ratsherrn, studiert zwischen 1578 und 1585 an der Viadrina in Frankfurt (Oder). 1582 ist er vorübergehend Kantor in Müncheberg und 1587 Lehrer und Musiker auf Schloss Muskau in der Oberlausitz.
- Thomas Mancinus, der seit Februar 1576 als Komponist und Kapellmeister in Güstrow wirkte, ist von 1579 bis 1581 Tenorist in der Hofkapelle in Berlin. Spätestens 1583 tritt er in die Dienste des in Gröningen residierenden Bischofs von Halberstadt, des späteren Herzogs Heinrich Julius von Braunschweig-Wolfenbüttel.

#### Österreichischer Reichskreis

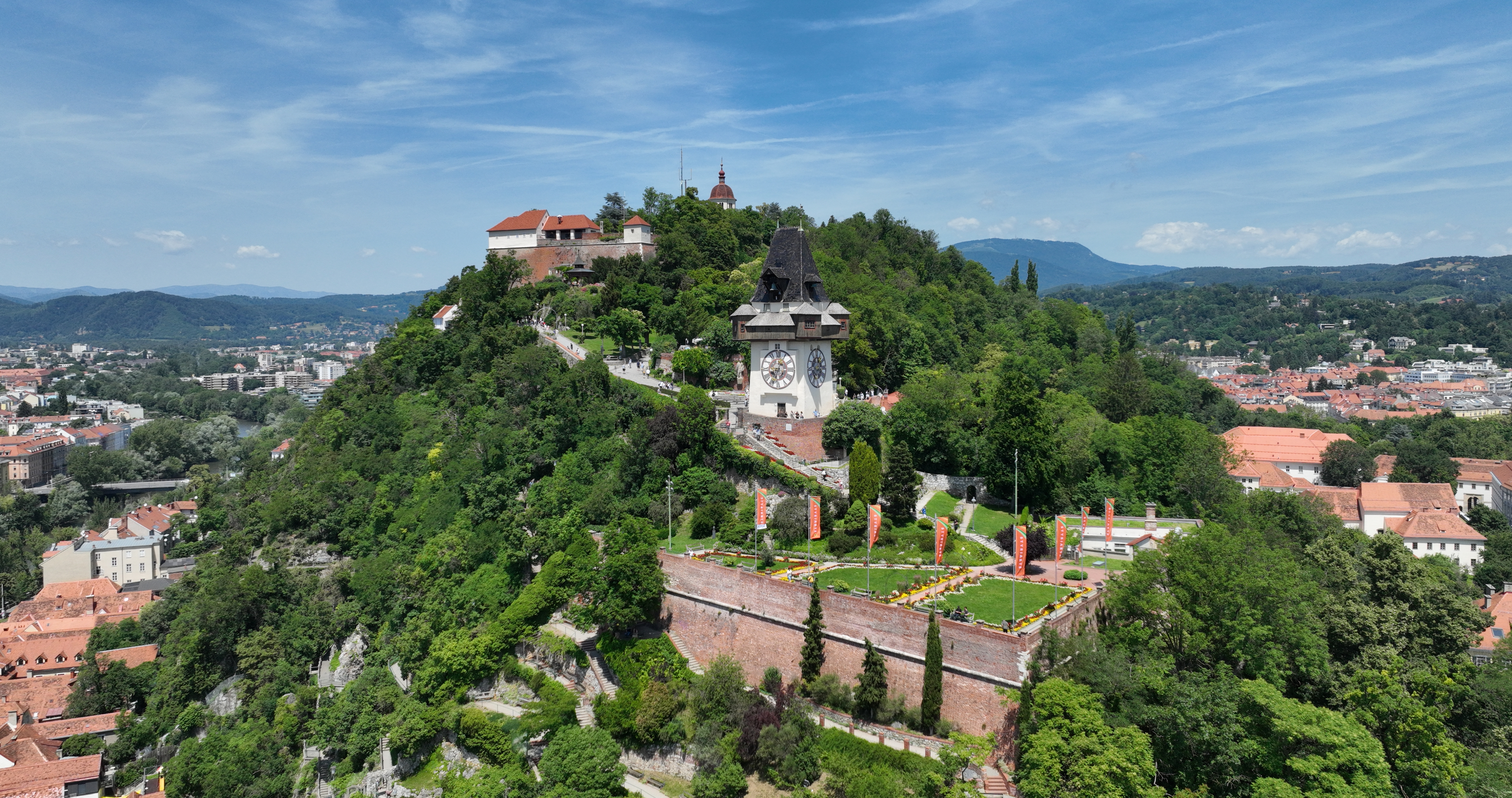
Schloßberg in Graz

##### Erzherzogtum Österreich
- Blasius Amon, der seit ca. 1568 Sängerknabe an die Hofkapelle von Erzherzog Ferdinand II. in Innsbruck ist und unter den Kapellmeistern Wilhelm Bruneau (tätig von 1564 bis 1584) und Alexander Utendal (tätig von 1564 bis 1581) eine gründliche musikalische Ausbildung erhält, gibt 1582 in Wien sein erstes musikalisches Werk Liber sacratissimarum cantionum selectissimus heraus.
- Matthia Ferrabosco ist seit 1581 Altist an der Grazer Hofkapelle.
- Simone Gatto, der seit 1568 am Hof in München als Posaunist wirkte, setzt seine berufliche Laufbahn seit 1572 in Graz fort. In der dortigen Hofmusikkapelle wirkt er zunächst als Bläser und ist seit 1581 Hofkapellmeister.
- Jakob Regnart, der zuletzt Vize-Kapellmeister der Hofkapelle von Kaiser Rudolf II. in Prag war, wechselt im Frühjahr 1582 als Nachfolger von Alexander Utendal als Vizekapellmeister nach Innsbruck an den Hof von Erzherzog Ferdinand II., der als besonders eifriger Verfechter der Gegenreformation gilt. Regnart beginnt seinen Dienst in Innsbruck am 9. April 1582.
- Franz Sales, der 1580 vorübergehend eine Stelle als Tenorsänger in Hechingen angenommen hatte und noch im gleichen Jahr für kurze Zeit als Sänger an die Münchner Hofkapelle wechselte, hat seit dem 1. November 1580 eine Anstellung an der Hofkapelle in Innsbruck, wo er etwa sieben Jahre lang bleibt.
- Lambert de Sayve, der seit dem 1. Februar 1569 das Amt eines Singmeisters an der Abtei Melk hatte, wirkt seit 1577 in der Grazer Hofkapelle von Erzherzog Karl. In der Hofkapelle ist seine Funktion beschrieben als „Capeln-Singer-Knaben-Preceptor“. 1580 hatte de Sayve ein Entlassungsgesuch eingereicht, dem aber nicht entsprochen wurde; erst nach einem erneuten Entlassungsgesuch kann er Ende Juni 1582 Graz verlassen. In Wien veröffentlicht er in diesem Jahr sein Il primo libro delle canzoni a la napolitana zu fünf Stimmen.

##### Gefürstete Grafschaft Görz
- Giorgio Mainerio, der seit 1578 Maestro di cappella an der S. Chiesa d'Aquilegia in Aquileia ist, verstirbt am 3. oder 4. Mai 1582.

#### Schwäbischer Reichskreis

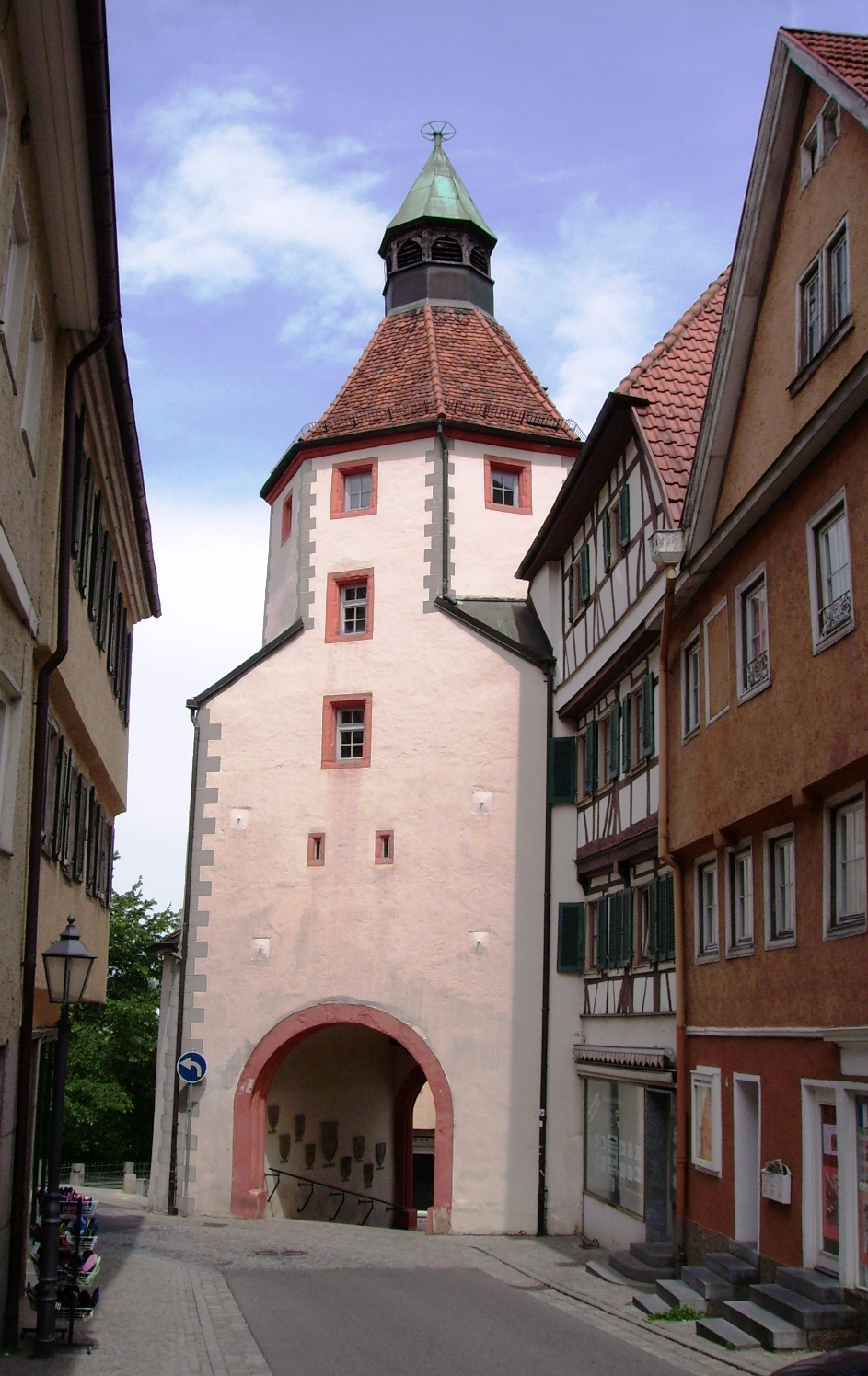
Fritz-Eitel-Turm in Hechingen

##### Herzogtum Württemberg
- Ludwig Daser ist seit 1572 und bis zu seinem Ableben 1589 Kapellmeister der Hofkapelle Stuttgart.
- Balduin Hoyoul, der im Jahr 1561 im Alter von etwa 13 Jahren als Diskant-Sänger in den Chor der Stuttgarter Hofkapelle unter Ludwig Dasers Leitung eingetreten war und 1564/65 für zwei Jahre als Schüler zu Orlando di Lasso nach München geschickt wurde, wirkt nach seiner Rückkehr wieder als Altist und Komponist der Stuttgarter Hofkapelle.
- Simon Lohet ist seit dem 14. September 1571 Organist der württembergischen Hofkapelle in Stuttgart. Es ist auch Lohets Aufgabe, die Instrumente der Hofkapelle zu verwalten. Neben seinem Amt als Hoforganist wirkt Lohet als Lehrer eines größeren Schülerkreises.

##### Hohenzollern-Hechingen
- Jacobus Florius, der 1581 für kurze Zeit nach Innsbruck zurückgekehrt war, hat seit 1581 am Hof von Eitel Friedrich IV. in Hechingen eine Stelle als Sänger und Vizekapellmeister, die er bis 1583 behält.

##### Hohenzollern-Sigmaringen
- Melchior Schramm, der 1572 für zwei Jahre Organist an der neuerrichteten Stiftskirche des Damenstifts in Hall war, wirkt seit 1574 als Organist und Hofkapellmeister an den Hof Hohenzollern-Sigmaringen, wo er an dem jungen Hof unter Graf Karl II. von Hohenzollern-Sigmaringen die Hofkapelle neu aufbaut und bis 1596 leitet.

##### Reichsstadt Augsburg
- Johannes de Cleve hält sich seit April 1579 in Augsburg auf, wo er offenbar ohne Anstellung lebt. Er wirkt bis zu seinem Tod am 14. Juli 1582 als Musiklehrer, neben anderen Schülern auch als Lehrer des Augsburger Domkapellmeisters Bernhard Klingenstein.
- Adam Gumpelzhaimer, der im Benediktinerkloster Sankt Ulrich und Afra Augsburg seine erste musikalische Unterweisung durch Jodocus Entzenmüller und wahrscheinlich auch durch den Chorleiter Johannes Treer erhalten hatte, wird 1581 Kantor und Praeceptor am Gymnasium bei St. Anna. Diese Anstellung behält er bis an sein Lebensende. 1582 schreibt sich Gumpelzhaimer an der Universität Ingolstadt ein; wo und wann er seine Magisterwürde erwirbt, ist unbekannt.

##### Reichsstadt Dinkelsbühl
- Michael Tonsor wirkt von ungefähr 1567 bis 1588 als Organist an der St. Georgskirche in Dinkelsbühl.

#### Nicht eingekreiste zum Heiligen Römischen Reich zugehörige Territorien und Stände

Westfassade des Basler Münsters

##### Alte Eidgenossenschaft
- Samuel Mareschall, der sich für die Jahre 1576 und 1577 an der Universität Basel zum Studium eingeschrieben hatte, ist seit 1577 als Nachfolger von Gregor Meyer Organist am Basler Münster; im gleichen Jahr wurde Mareschall an der Universität zum professor musices berufen. Zusätzlich bekommt er eine Anstellung als Musiklehrer am Gymnasium am Münsterplatz und am Collegium Alumnorum. Es gehört auch zu seinen Aufgaben, wöchentlich mit den Schülern des Gymnasiums und den Alumnen Übungsstunden („musices exercitia“) für den Kirchengesang am Münster abzuhalten.

##### Herzogtum Mailand
- Marc’Antonio Ingegneri, der wahrscheinlich bei Cyprian de Rore in Parma und bei Vincenzo Ruffo in Verona studiert hatte, lebt in Cremona und erwirbt sich dort einen guten Ruf als Komponist und Instrumentalist. Er ist möglicherweise Organist und ist als Streicher nachgewiesen. Seit dem Jahr 1581 ist er maestro di cappella der dortigen Kathedrale, und anscheinend bleibt er für den Rest seines Lebens in dieser Position.
- Tiburtio Massaino, der seit 1571 maestro di cappella von Santa Maria del Popolo in Rom war und danach in Modena gewirkt hatte, wirkt seit 1580 in Lodi.

##### Herzogtum Mantua
- Ippolito Baccusi ist ab etwa 1576 bis 1589 als Kapellmeister am Dom zu Mantua tätig.
- Giovanni Giacomo Gastoldi, der in Mantua als Chorknabe an der Basilika Santa Barbara seine musikalische Ausbildung erhielt, Theologie studierte und seit 1572 Subdiakon war, ist seit 1574 Diakon und seit 1575 Priester. Gastoldi erhält Pfründe, damit verbunden ist die Verpflichtung, den Chorknaben Gesangsunterricht zu geben. Als Mitglied der Kapelle beteiligt er sich an der Komposition des vom Herzog Guglielmo Gonzaga (der sich auch selber als Komponist betätigt) gewünschten Repertoires. Ein 1582 von Kardinal Karl Borromäus unternommener Versuch, Gastoldi nach Mailand zu holen, bleibt erfolglos. Wegen mehrfacher schwerer Erkrankungen und Abwesenheiten des Kapellmeisters Giaches de Wert muss Gastoldi diesen im Zeitraum von 1582 bis 1586 häufiger vertreten.
- Giaches de Wert, der von 1563 bis 1565 den Dienst eines Kapellmeisters für die kaiserlichen Gouverneure in Mailand versehen hatte, wirkt spätestens seit September 1565 als Kapellmeister an der neu gebauten Basilika Santa Barbara in Mantua, der Hofkirche der Gonzaga-Herzöge, nachdem er dorthin für das erste Barbara-Fest am 4. Dezember 1564 eine neue von ihm komponierte Messe geschickt hatte. In dieser Stellung bleibt er bis zu seinem Tod im Jahr 1596. Er ist auch als prefectus musicorum für die weltliche Musik am Hof von Herzog Guglielmo Gonzaga in Mantua zuständig. Er bezieht ein außerordentlich hohes Jahresgehalt, zu welchem weitere Gratifikationen und im Jahr 1580 eine Schenkung von Ländereien hinzukommen. Seit 1582 leidet er an den Folgen einer Malaria-Erkrankung.
- Benedetto Pallavicino, der in seiner Jugendzeit Organist an verschiedenen Kirchen der Provinz Cremona war, tritt spätestens 1581 in Sabbioneta bei Mantua in den Dienst von Vespasiano Gonzaga.
- Francesco Soriano, der seit 1580 als Maestro di cappella in der Kirche San Luigi dei Francesi in Rom gewirkt hat, ist 1581 nach Mantua umgezogen und hat seitdem eine Stellung am Hof der Gonzagas.

##### Herzogtum Modena und Reggio
- Bernardino Bertolotti ist Hofmusiker der Familie Este in Ferrara. Er ist „als Instrumentalist am Hof von Ferrara von Dezember 1578 bis zu dessen Auflösung Anfang 1598 angestellt.“[2]
- Luzzasco Luzzaschi, der seit Mai 1561 Organist und seit 1564 herzoglicher Hoforganist am Hof des Herzogs Alfonso II. d’Este war, ist seit 1574 – als Nachfolger Afonso della Violas (auch dalla Viola genannt) – Leiter der Instrumentalmusik des Herzogs von Ferrara. Seit 1572 bekleidet er zusätzlich das Organistenamt am Ferrareser Dom.
- Alessandro Piccinini, der in einer musikalischen Familie aufwuchs und zusammen mit seinen Brüdern Filippo und Girolamo von seinem Vater Leonardo Maria eine Ausbildung zum Lautenisten erhielt, ist von 1582 bis 1597 am Hof von Herzog Alfonso II. in Ferrara tätig.
- Alessandro Striggio der Ältere, der zuvor in Florenz tätig war, pflegt in den 1580er-Jahren den Umgang mit der Familie Este an deren Hof in Ferrara, wo sich eines der damaligen Zentren der italienischen Musikentwicklung befindet.

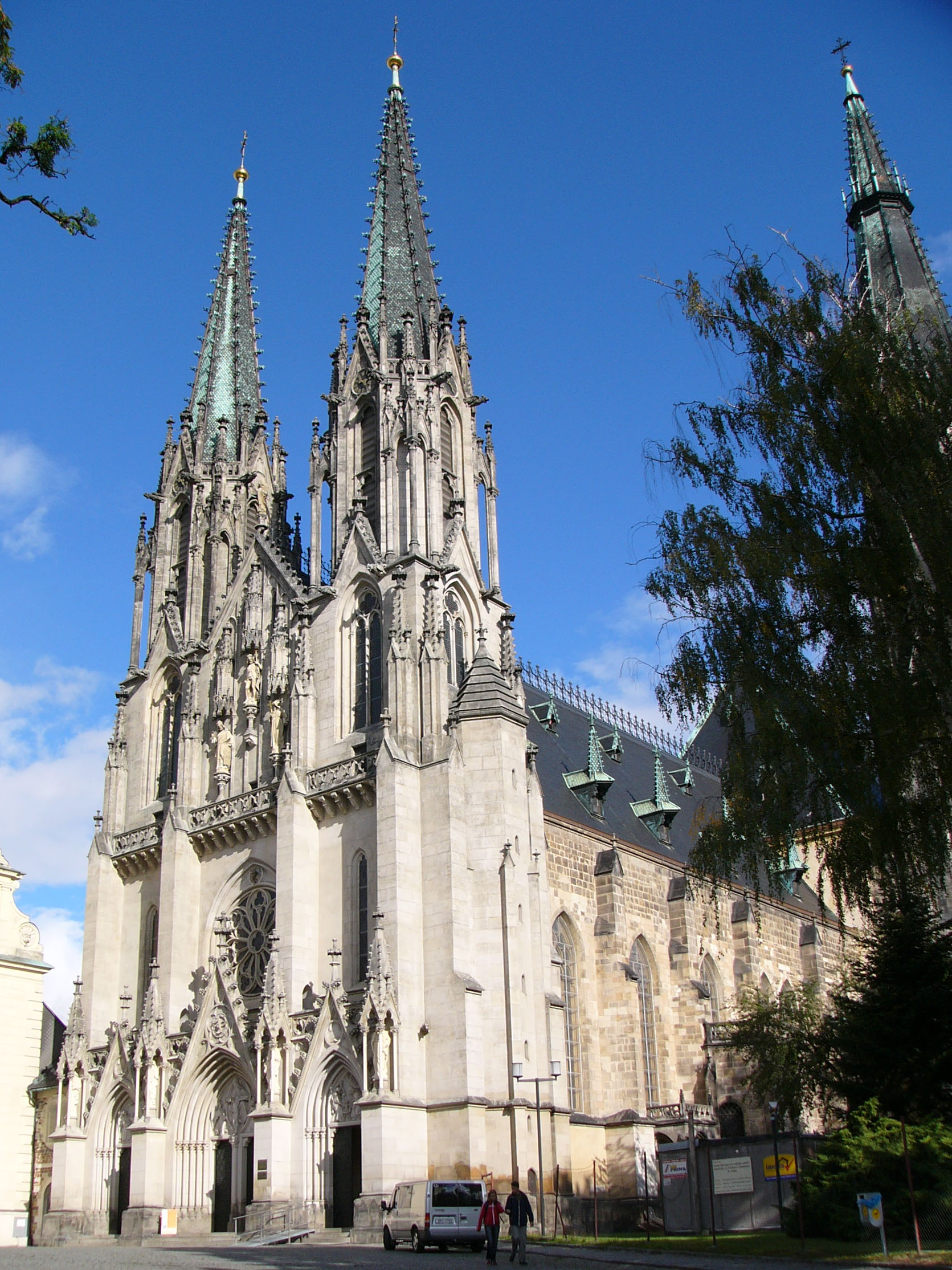
Wenzelsdom in Olmütz

##### Herzogtum Toskana
- Paolo Aretino, der bis 1547 als Kantor am Dom von Arezzo gewirkt hat, ist danach bis zu seinem Tode im Jahr 1584 an Santa Maria della Pieve, ebenfalls in Arezzo, tätig.
- Giulio Caccini, der wahrscheinlich Mitglied im Knabenchor der Cappella Giulia des Petersdoms und von Oktober 1564 bis November 1565 Gesangsschüler von Giovanni Animuccia war, wirkt seit dem 29. April 1566 am Hof des Großherzogs Ferdinando I. de’ Medici in Florenz.
- Vincenzo Galilei, der 1581 seine musiktheoretische Schrift Dialogo della musica antica e della moderna. veröffentlicht hatte, wirkt in Florenz.
- Cristofano Malvezzi, der seit 1571 als Kapellmeister am Baptisterium San Giovanni gewirkt hatte, ist seit 1574 – in der Nachfolge seines Vaters – Organist an der Basilica di San Lorenzo.
- Giovanni Piero Manenti, der im Juni 1571 – nach dem Tode von Francesco Corteccia – Kapellmeister an S.Giovanni geworden war, dieses Amt aber bereits nach sechs Monaten niedergelegt hatte, ist Organist an der Kathedrale von Florenz, ein Amt, das er bis zu seinem Tod 1597 ausübt. Manenti ist ebenfalls als Musiker am Hof der Medici tätig und komponiert zumindest ein Werk für die „Compagnia di S.Giovanni Evangelista“ in Florenz.

##### Königreich Böhmen
- Szymon Bar Jona Madelka lebt seit ungefähr 1575 in Pilsen, wo er Mitglied der Fleischerzunft ist. Später wird er Zunftmeister, Ratsherr der Stadt und Kantor.
- Jan Trojan Turnovský, der sich 1564 an der Karls-Universität Prag immatrikuliert hatte, wirkt ab etwa 1579 als utraquistischer Pfarrer an verschiedenen Orten.

##### Markgrafschaft Mähren
- Jacobus Gallus, der zuvor durch Böhmen, Mähren und Schlesien gereist war, steht seit 1580 als Kapellmeister in den Diensten des Bischofs von Olmütz.

### Herzogtum Preußen
- Johannes Eccard, der von Jakob Fugger als Organist nach Augsburg berufen wurde, ist noch 1579 nach Königsberg in die Dienste des Markgrafen Georg Friedrich von Ansbach gewechselt, der ihn für seine Hofkapelle engagiert hatte. Hier wirkt er als Assistent von Teodoro Riccio, seit 1580 als Vizekapellmeister.
- Teodoro Riccio, der nach seiner Ausbildung als Kirchenmusiker als Kapellmeister der Kirche Santa Nazaro in seiner Heimatstadt Brescia tätig war, ist seit 1575 Hofkapellmeisters in Ansbach und folgt seinem Dienstherren nach Königsberg, da dieser vom polnischen König Stephan Báthory, dem damaligen Lehnsherrn Preußens, mit dem Herzogtum belehnt wurde. In seiner Position als Hofkapellmeister erhält Riccio ab 1581 Unterstützung durch die Beiordnung des später berühmten Musikers Johannes Eccard (1553–1611) als Unterkapellmeister. Dieser übernimmt die Arbeit mit dem Knabenchor und einzelne Verwaltungsaufgaben.

### Königreich England und Irland

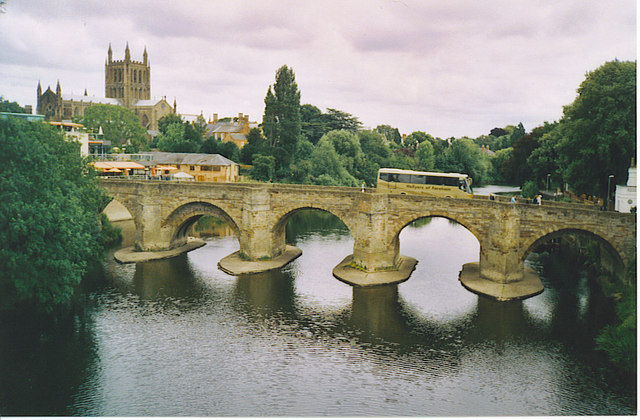
Brücke über die Wye in Hereford mit Kathedrale im Hintergrund

#### Chapel Royal von Elisabeth I.
- John Baldwin ist Tenor an der Royal Chapel in London.
- William Byrd ist seit 1570 „Gentleman of the Chapel Royal“ und übt zusammen mit Thomas Tallis das Organistenamt aus.
- William Mundy, der 1543 Mitglied im Chor von Westminster Abbey wurde und später für verschiedene Kirchengemeinden arbeitete, ist seit 1563 Mitglied der Chapel Royal, an der er bis zu seinem Tode 1591 verbleibt.
- Thomas Tallis, der 1543 zum „Gentleman of the Chapel Royal“ in London ernannt wurde, bekleidet dieses Amt in den folgenden 40 Jahren.

#### Hereford
- John Bull, der 1573 Kapellknabe an der Hereford Cathedral war und wahrscheinlich schon seit 1574 Mitglied der Children of the Chapel Royal, bekommt 1582 seine erste Anstellung als Organist, wieder an der Kathedrale zu Hereford.

### Königreich Frankreich

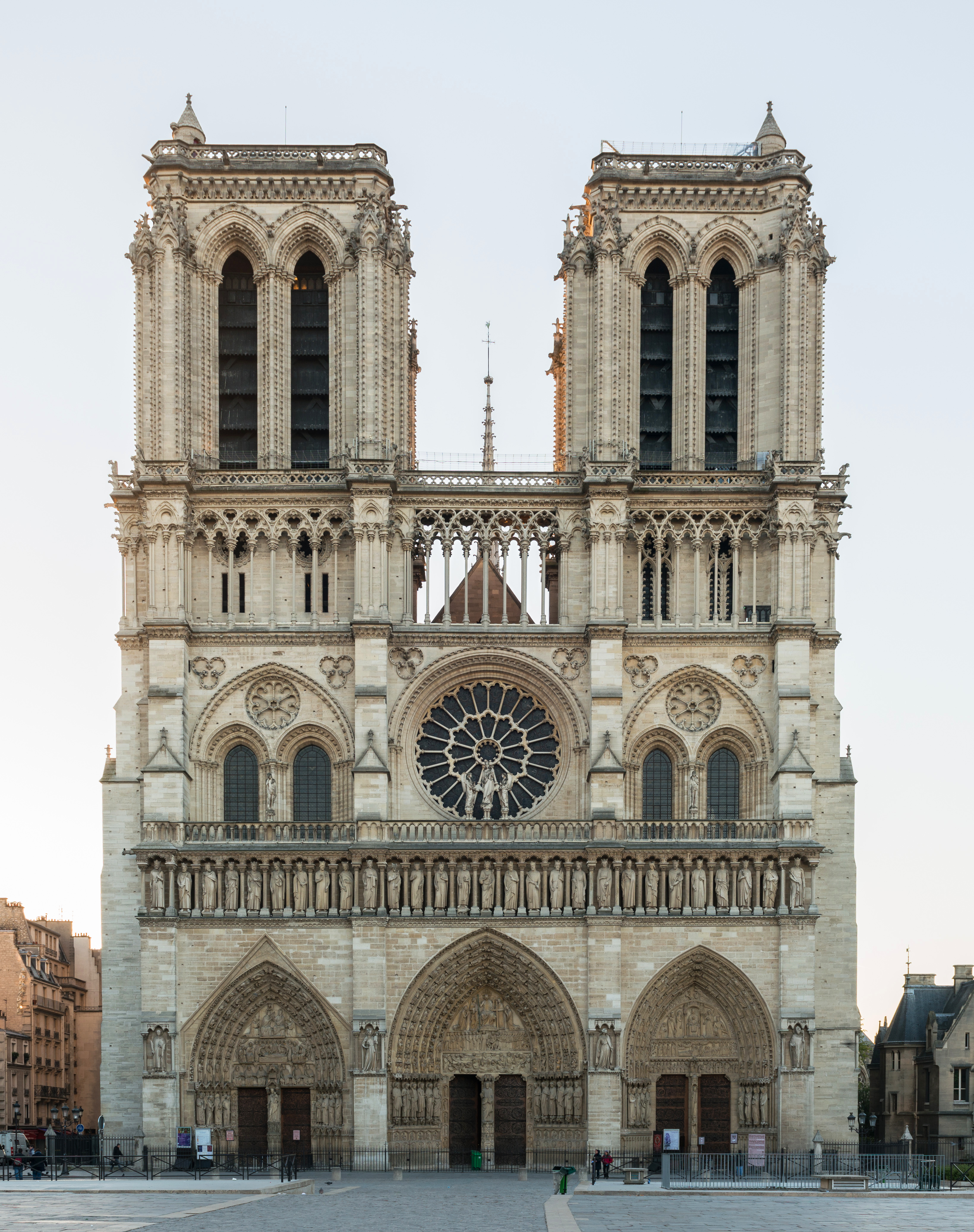
Westfassade der Kathedrale Notre-Dame de Paris

#### Chapelle Royale von Heinrich III.
- Eustache du Caurroy ist seit 1570 zunächst als Sänger im Dienst der französischen Könige Karl IX. und Heinrich III. tätig und wird bald als Komponist bekannt.

#### Évreux
- Guillaume Costeley, der nach seiner Ausbildung von 1560(?) bis 1570 Hoforganist am Hof von Karl IX. war, wirkt danach bis zu seinem Ableben 1606 in Évreux als Komponist und ist dort Mitglied der Bruderschaft Sainte Cécile.

#### Paris
- Pierre-Francisque Caroubel, der von italienischer Herkunft war, lebt seit 1576 in Paris.
- John Dowland steht von 1579 bis 1584 im Dienst Sir Henry Cobhams, des englischen Gesandten in Paris, und seines Nachfolgers Sir Edward Stafford, 3. Herzog von Buckingham.
- Claude Le Jeune, der sich der 1570 von Jean-Antoine de Baïf und Joachim Thibault de Courville († 1581) unter der Schirmherrschaft des französischen Königshauses (Karl IX.) in Paris gegründeten Institution Académie de poésie et de musique angeschlossen hatte, tritt 1582 als Lautenist in den Dienst von Herzog François d’Anjou, dem Bruder von König Heinrich III., und wirkt bei ihm auch als Lehrer der Chorknaben (Maistre des enfants de musique).
- Adrian Le Roy lebt in Paris und ist musikalischer Leiter des von ihm mit seinem Vetter Robert Ballard 1551 gegründeten Musikverlags Le Roy & Ballard.
- Jacques Mauduit ist Mitglied der Académie de musique et de poésie, des von Jean-Antoine de Baïf und Joachim Thibault de Courville gegründeten Zirkels zur Pflege der Musique mesurée à l’Antique, d. h. zur Wiedererweckung der Rhetorik und Ethik der Musik des antiken Griechenlands in der zeitgenössischen französischen Musik und Dichtung. Nach Courvilles Tod im Jahre 1581 führt Mauduit den musikalischen Vorsitz der Académie.

### Italienische Staaten

#### Herzogtum Urbino
- Leonard Meldert, der bis zum Tod des Herzogs Guidobaldo II. della Rovere in Urbino 1574 an dessen Hof aktiv war und anschließend mit großer Wahrscheinlichkeit in Ravenna in die privaten Dienste von Giulio Feltrio della Rovere, Kardinal von Urbino und Erzbischof von Ravenna, getreten war, ist seit 1578 – nach Aussage des Musikforschers F. Piperno – wieder in Urbino aktiv, und zwar als Kapellmeister der dortigen Kathedrale. Nach Aussage von Simone Sorini, auf Grund von Dokumenten in Archiven Urbinos, ist Meldert auf jeden Fall von September 1581 bis März 1590 Kapellmeister in Urbino. Von 1581 bis 1590 veröffentlicht er hier seine Responsori del natale. Lucrezia d’Este, eine Förderin des berühmten Komponisten Luzzasco Luzzaschi (1545–1607), hat vermutlich einen künstlerischen Austausch zwischen Meldert und Luzzaschi herbeigeführt, wie es auch in dem Terzo libro di madrigali a cinque voci (1582) von Luzzaschi vermerkt ist.

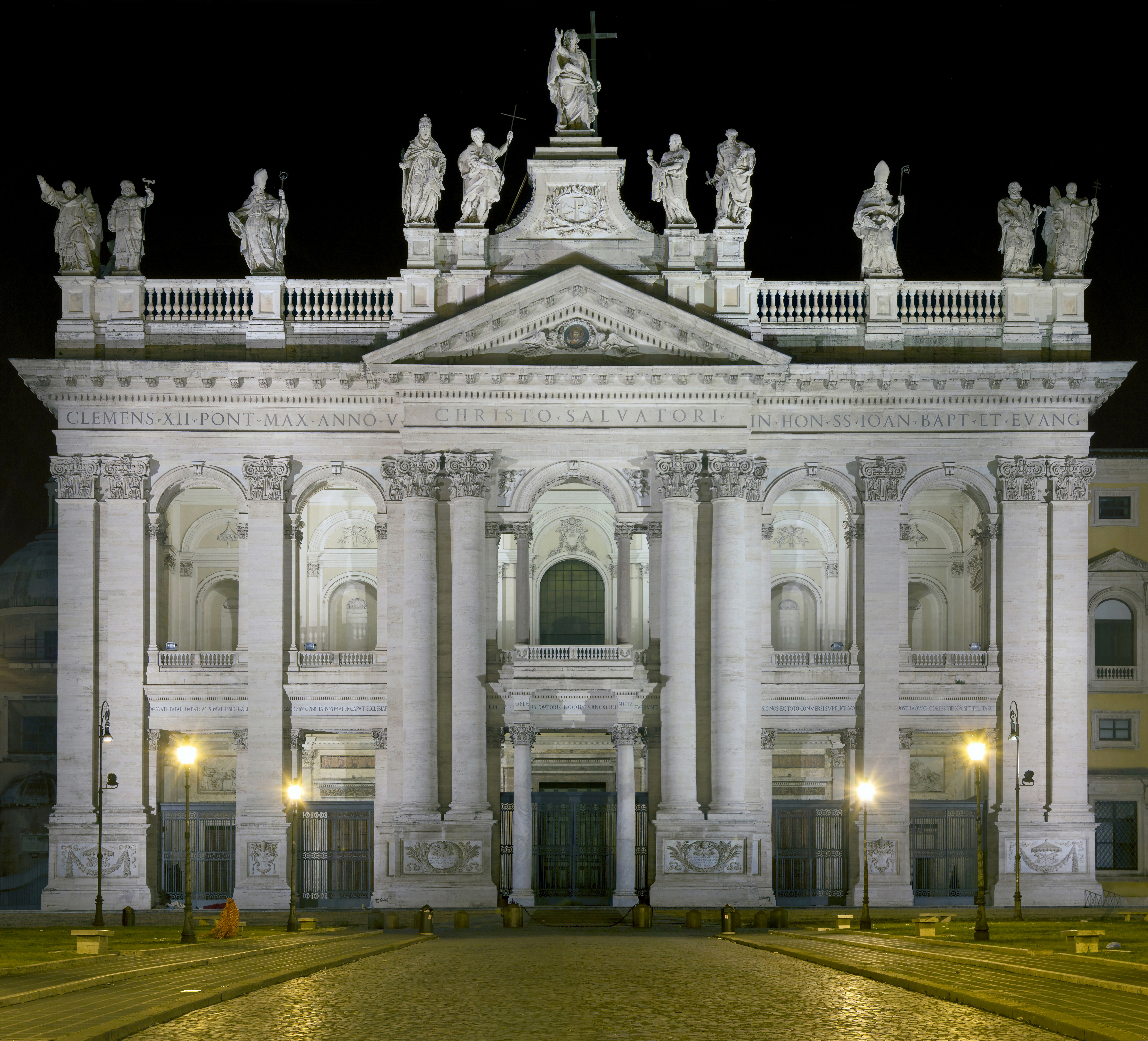
Lateranbasilika, Sitz des Bistums Rom

#### Kirchenstaat
- Emilio de’ Cavalieri, der in Rom als Sohn einer aristokratischen und musikalischen Familie geboren wurde, wirkt dort als Organist und Musikdirektor von 1578 bis 1584.
- Ghinolfo Dattari erhält ab Februar 1555 in Bologna eine Anstellung als Sänger in der Kapelle von San Petronio, die er 62 Jahre lang, bis zu seinem Tode ausübt.
- Giovanni de Macque, der in jungen Jahren an der Hofkapelle in Wien als Sängerknabe ausgebildet wurde und ab 1563 seine Ausbildung am Wiener Jesuitenkolleg fortgesetzt hatte, wirkt in Rom. 1582 erscheinen in Venedig seine Secondo libro di madrigaletti et napolitane a sei voci.
- Luca Marenzio, der seine erste Anstellung in Rom bei Kardinal Cristoforo Madruzzo († 1578) fand, steht anschließend in Rom in den Diensten von Kardinal Luigi d’Este (Bruder des Herzogs von Ferrara, Alfonso II. d’Este), der 1586 stirbt. In dieser Zeit veröffentlicht er seine ersten Madrigalsammlungen und hat möglicherweise auch Kontakt zum Hof von Ferrara. 1582 veröffentlicht er das dritte Buch seiner Madrigali a 5 voci.
- Rinaldo del Mel, der nach dem Tod von Heinrich I. im Januar 1580 und nachdem Portugal vom Königreich Spanien annektiert hatte, Portugal verlassen hatte, wirkt in Rom in den Diensten von Kardinal Gabriele Paleotti; dieser ermöglicht ihm, seine Studien bei Giovanni Pierluigi da Palestrina fortzusetzen.
- Giovanni Maria Nanino, der im Sommer 1575 das Amt des Kapellmeisters von San Luigi dei Francesi angetreten hatte, wirkt seit dem 28. Oktober 1577 – nach bestandener Aufnahmeprüfung – als Tenor im Chor der renommierten päpstlichen Kapelle, der Cappella Pontificia. In der Kapelle, die vor allem in der Cappella Sistina auftritt, bleibt er bis zu seinem Tod 1607 tätig. Neben seinen Verpflichtungen als Sänger liefert er auch eigene Kompositionen (eine von der Kapelle erwünschte Fähigkeit) und übernimmt verschiedene administrative Ämter. 1581 erscheint sein I musici di Roma e il madrigale.
- Giovanni Pierluigi da Palestrina, der seit 1565 musikalischer Leiter und Lehrer des Seminario Romano, einer Ausbildungsstätte des Priesternachwuchses war, übt diese Stelle – nachdem Giovanni Animuccia Ende März 1571 verstorben war – seitdem zum zweiten Mal aus. Palestrina ist auch für die Arciconfraternita della Santissima Trinità dei Pellegrini e Convalescenti aktiv, eine damalige römische Frömmigkeitsbewegung. Eine engere Beziehung unterhält Palestrina mit dem Hof der Gonzaga in Mantua. Als Individualdruck erscheint 1581 in Venedig sein Missarum cum quatuor et quinque vocibus, liber quartus.
- Peter Philips, der seine erste musikalische Ausbildung 1572 bis 1578 als Chorknabe an der St. Paul's Cathedral in London unter Sebastian Westcott bekam und bis zu dessen Tod 1582 in dessen Haus lebte, verlässt wegen der schwierigen Situation der Katholiken unter Elisabeth I. England im August 1582 und reist über Flandern nach Rom, wo er als Organist am Englischen Jesuiten-Kolleg arbeitet.
- Paolo Quagliati, der nach seiner musikalischen Ausbildung 1574 nach Rom gezogen ist, wirkt hier als Organist in verschiedenen Kirchen.
- Simone Verovio lebt spätestens seit 1575 in Rom.
- Tomás Luis de Victoria, der in Rom das Collegium Germanicum – das Priesterseminar der Jesuiten – absolviert hatte, hat seit 1571 als moderator musicae die Leitung der Kapelle des Collegiums in der Nachfolge von Giovanni Pierluigi da Palestrina.

#### Königreich Neapel
- Giovanni Domenico da Nola wirkt seit Februar 1563 bis zu seinem Tod 1592 als Maestro di cappella an der Basilika Santissima Annunziata Maggiore in Neapel. In dieser Funktion lehrt er auch die Mädchen des Waisenhauses der Annunziata und die Diakone des Priesterseminars Gesang.

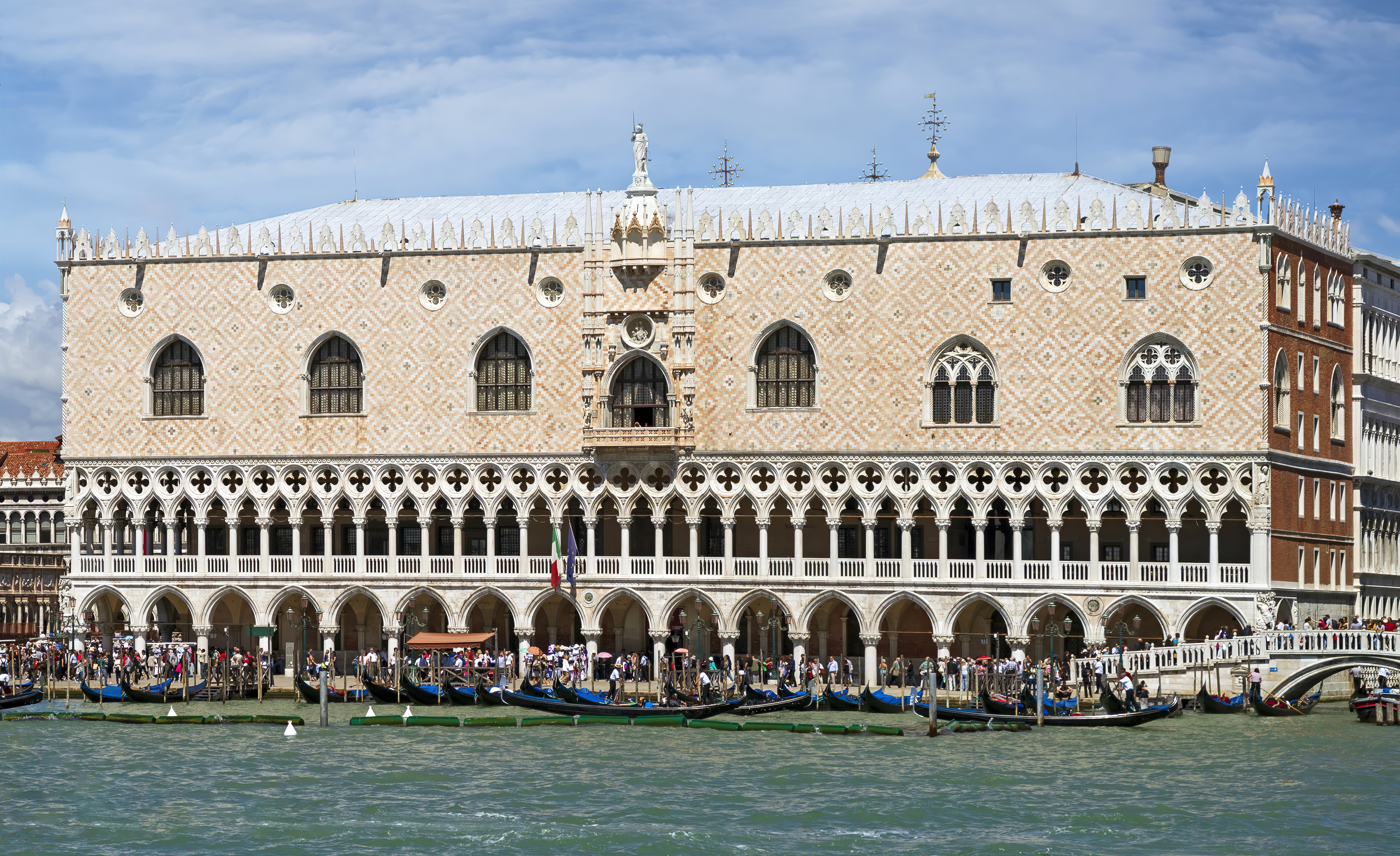
Dogenpalast in Venedig, Blick auf die Südfassade

#### Republik Venedig
- Costanzo Antegnati, der am besten bekannte Spross der verzweigten italienischen Orgelbauerfamilie Antegnati, bekommt seine musikalische Ausbildung bei Girolamo Cavazzoni und ist seit dem Jahr 1570 Orgelbau-Mitarbeiter seines Vaters Graziadio Antegnati des Älteren (1525–1590) in Brescia.
- Giovanni Matteo Asola wirkt von 1577 bis 1591 in Treviso, Vicenza und in Verona als Kapellmeister.
- Giovanni Bassano, der zuerst 1576 als Instrumentalmusiker an San Marco in Venedig in Erscheinung trat, erwirbt sich dort schnell einen Ruf als einer der besten Instrumentalisten in Venedig.
- Floriano Canale ist von 1581 bis 1603 Organist im Konvent von San Giovanni Evangelista in Brescia.
- Giovanni Cavaccio, der seit 1576 als Sänger in Bergamo wirkt, ist von 1581 bis 1598 als Lehrer an der Kathedrale von Bergamo tätig.
- Giovanni Croce wirkt seit 1565 als Chorknabe und Sänger am Markusdom in Venedig.
- Girolamo Diruta, der seit 1574 Mitglied des Minoritenklosters in Correggio war und seine musikalische Ausbildung zum Organisten von Batista Capuani erhalten hatte, lebt seit 1580 in Venedig, wo er Schüler des berühmten Claudio Merulo ist, eventuell auch von Gioseffo Zarlino und Costanzo Porta.
- Baldissera Donato, der seit 1550 als Sänger – zunächst an San Marco in Venedig – aktiv war und auch in der Ausbildung der Sänger wirkte, hat seit 1580 die Kapellmeisterstelle am Dom zu Padua inne.
- Andrea Gabrieli ist wahrscheinlich seit Jahresanfang 1566 als Organist an San Marco tätig, einer herausragenden Position in der Musikwelt Italiens, in der er bis zu seinem Lebensende bleiben wird. An San Marco entwickelt er, gefördert durch die einzigartige Akustik des Doms, seinen originalen Kompositionsstil der zeremoniellen Mehrchörigkeit und des konzertanten Stils, der später von seinem Neffen Giovanni Gabrieli weiter entwickelt wird. Zu seinen Schülern gehören neben seinem Neffen Giovanni noch der Komponist und Musiktheoretiker Ludovico Zacconi, Gregor Aichinger, Rogier Michael und Hans Leo Haßler.
- Giovanni Gabrieli, der in den Jahren 1575 bis 1579 Schüler von Orlando di Lasso in München war, ist 1580 nach Venedig zurückgegangen und ist dort am Markusdom Hilfsorganist unter seinem Onkel Andrea Gabrieli, der immer noch das Amt des Zweiten Organisten ausübt.
- Florentio Maschera, der seine erste Anstellung als Organist im Kloster Santo Spirito in Isola vor Venedig erhielt, ist seit 22. August 1557 Organist an der Kathedrale von Brescia. 1582 veröffentlicht er seine 21 vierstimmigen Instrumental-Canzonen, die unter dem Titel Libro primo de canzoni : da sonare a quattro voci erscheinen.
- Claudio Merulo ist seit dem Jahr 1566 als Nachfolger von Annibale Padovano als erster Organist am Markusdom in Venedig tätig. Neben dieser offiziellen Tätigkeit tritt er regelmäßig in den Palazzi venezianischer Adliger auf, z. B. in der Ca' Zantani, die auch von Parabosco, Padovano und anderen Virtuosen frequentiert wird.
- Giovanni Battista Mosto hat seit 6. November 1580 den Posten des „maestro di cappella“ an der Kathedrale von Padua inne.
- Orazio Vecchi, der zunächst als Musiklehrer in Modena gewirkt hatte, ist seit 1581 Domkapellmeister in Salò.
- Ludovico Zacconi, der dem Augustinerorden beigetreten war, wo er 1575 zum Priester geweiht wurde, studiert seit 1577 an der Kirche des hl. Stephanus in Venedig und wird später ein Schüler von Andrea Gabrieli.
- Gioseffo Zarlino, der bei Adrian Willaert in Venedig studiert hat, ist seit 1565 – in der Nachfolge von Cypriano de Rore – Kapellmeister am Markusdom in Venedig. Er hat diese Stelle bis zu seinem Ableben 1590 inne.

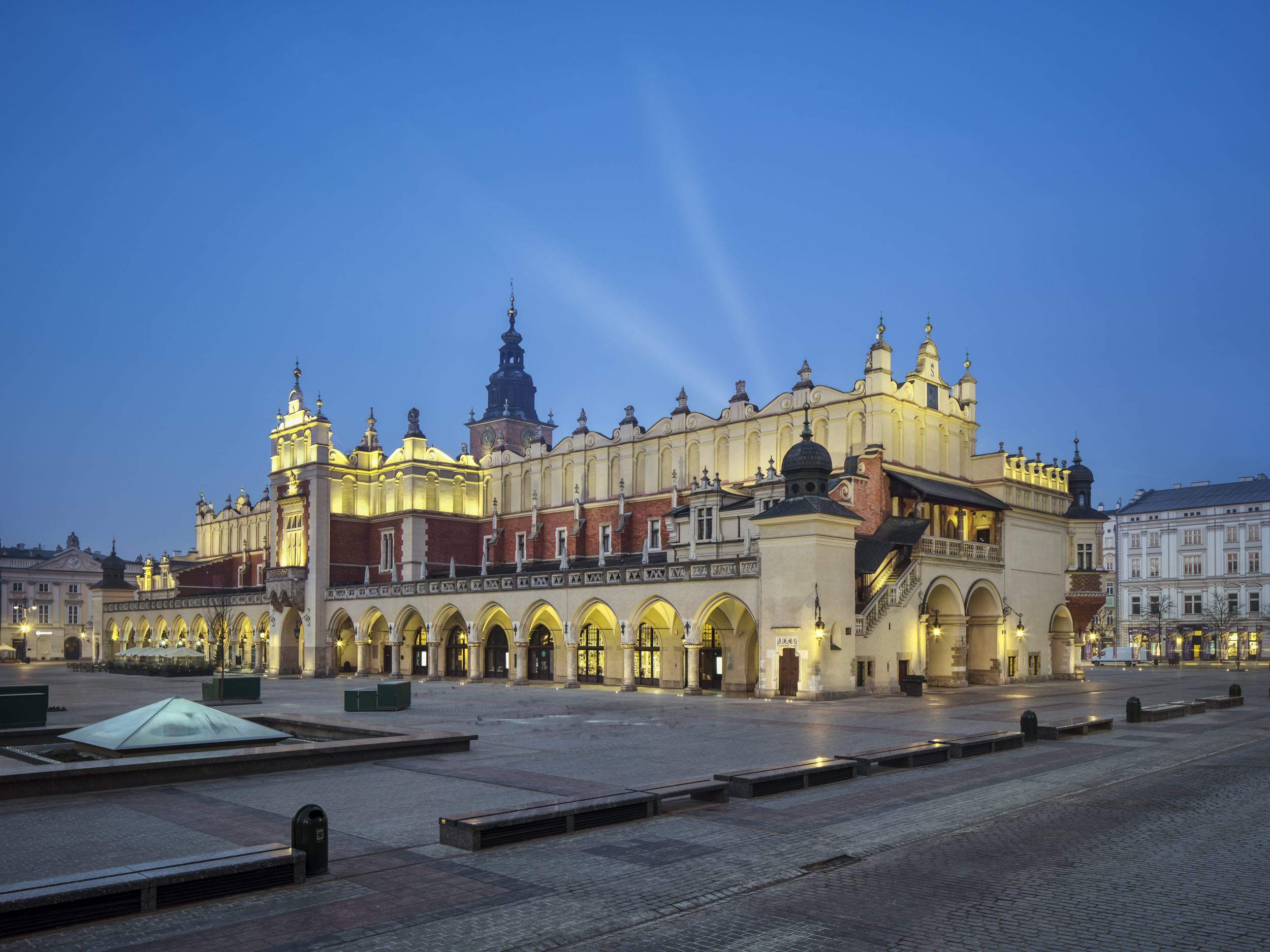
Krakauer Tuchhallen

### Königreich Polen

#### Hofkapelle von Stephan Báthory
- Krzysztof Klabon, der seit 1565 Lautenist der königlichen Hofkapelle in Krakau war, ist von 1576 bis 1601, mit einer kurzzeitigen Unterbrechung durch den Italiener Luca Marenzio 1596, Direktor der königlichen Kapelle.

### Königreich Portugal

#### Hofkapelle von Philipp I.
- António Carreira ist seit der Thronbesteigung des 14-jährigen Königs Dom Sebastiaõ 1568, Kapellmeister und Magisterio in Lissabon. Nach dem tragischen Verschwinden des Königs Dom Sebastiaõ 1578 nach der Schlacht von Alcácer-Quibir, und dem Tod des Kardinals 1580, bleibt Carreira auch unter der Regierung von Heinrich I. Kapellmeister der königlichen Kapelle in Lissabon.

### Königreich Spanien

#### Hofkapelle von Philipp II.
- George de La Hèle wird am 15. September 1580 von Philipp II. von Spanien zum Kapellmeister der Capilla real als Nachfolger des 1580 verstorbenen Gérard de Turnhout ernannt. Aber trotz aller Bemühung des Königs zum baldmöglichsten Amtsantritt des Komponisten bleibt die Position eineinhalb Jahre lang vakant, weil La Hèle zuvor zeitweilig an der Capilla flamenca in Madrid wirkt.
- Philippe Rogier, der seine erste musikalische Ausbildung an der Kathedrale seiner Geburtsstadt Arras erhalten hatte, ist 1572 mit Gérard de Turnhout – von 1571 bis zu seinem Tod 1580 Kapellmeister der capilla flamenca des spanischen Königs Philipp II. – und anderen jugendlichen Sopranisten nach Madrid gereist und wurde am dortigen Königshof eingeführt. In Madrid kann er in den folgenden Jahren als jugendlicher Sänger seine musikalische Ausbildung vervollständigen.

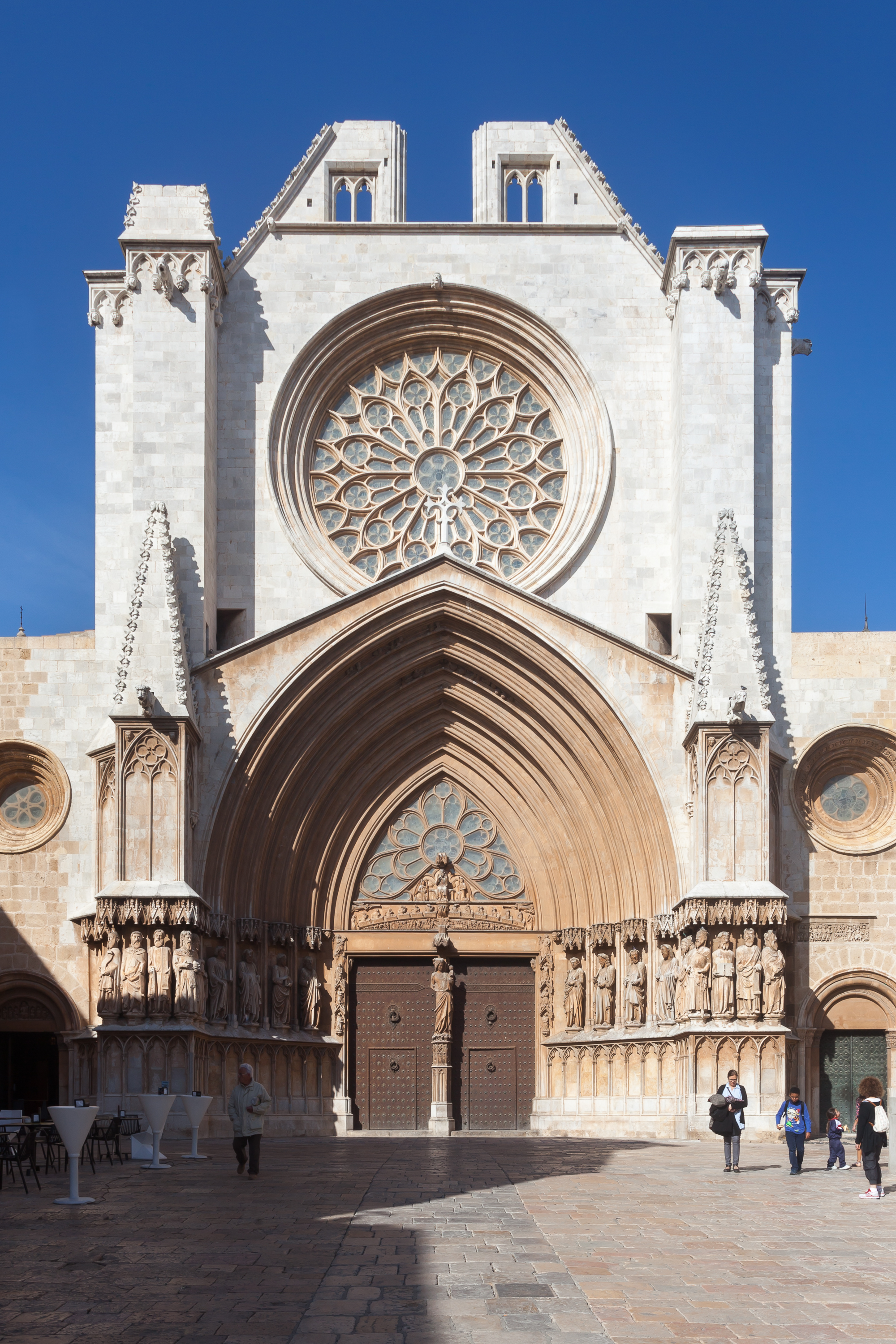
Kathedrale von Tarragona

#### La Seu d’Urgell
- Joan Brudieu, der 1578 die Stelle des Kapellmeisters in Santa Maria del Mar in Barcelona angetreten hatte, ist im Jahr 1579 nach La Seu d’Urgell zurückgekehrt, wo er seitdem wieder als Musiker an der Kathedrale eingesetzt wird.

#### Segovia
- Sebastián de Vivanco, der wahrscheinlich seine musikalische Ausbildung ebenso wie sein etwas älterer Zeitgenosse Tomás Luis de Victoria an der Kathedrale von Ávila erhielt und seine erste bekannte Stelle als Kapellmeister der Kathedrale von Lérida hatte, ist seit 1576 Kapellmeister an der Kathedrale von Segovia.

#### Sevilla
- Francisco Guerrero ist seit 1574 Kapellmeister an der Kathedrale von Sevilla.

#### Tarragona
- Nicasio Zorita, der 1578 noch in Valencia wirkte, wird in diesem Jahr zum Kapellmeister der Kathedrale von Tarragona ernannt. In diesem Amt bleibt er bis mindestens 1589.

#### Valencia
- Juan Ginés Pérez, der seine Ausbildung an der Kathedrale seiner Heimatstadt in Orihuela hatte und danach dort als Kapellmeister wirkte, hat diese Stelle von 1581 bis 1595 an der Kathedrale von Valencia inne.

#### Valladolid
- Esteban Daza, der 1576 sein Hauptwerk Libro de música herausgegeben hatte, lebt in Valladolid.

### Königreich Ungarn
- Mateu Fletxa el Jove wird nach dem Tod von Maximilian II. 1576 von Kaiser Rudolf II. zum Abt von Tihany auf der gleichnamigen Halbinsel im Norden des Plattensees in Ungarn ernannt wo er seitdem wirkt.

### Vizekönigreich Neuspanien
- Hernando Franco, der seit 1575 die Stelle des maestro de capilla der neuen Kathedrale von Mexiko-Stadt hat, zieht sich 1582 von seinem Posten zurück.

## Ballett
- 1582 veröffentlicht die königliche Hofdruckerei das Ballet comique de la reine (deutsch: Komisches Ballett der Königin) unter dem Titel Balet comique de la Royne, faict aux nopces de Monsieur le Duc de Joyeuse & madamoyselle de Vaudemont sa sœur. Par Baltasar de Beaujoyeulx, valet de chambre du Roy, & de la Royne sa mere (deutsch: Komisches Ballett der Königin, verfasst zur Hochzeit des Herzogs von Joyeuse mit Fräulein de Vaudemonts Schwester. Von Balthasar de Beaujoyeulx, Kammerdiener des Königs und der Königinmutter), das am 15. Oktober 1581 im Pariser Salle du Petit Bourbon seine Uraufführung hatte. Das Werk gilt heute als das erste große Hofballett und Meilenstein der Ballettgeschichte.ƒ

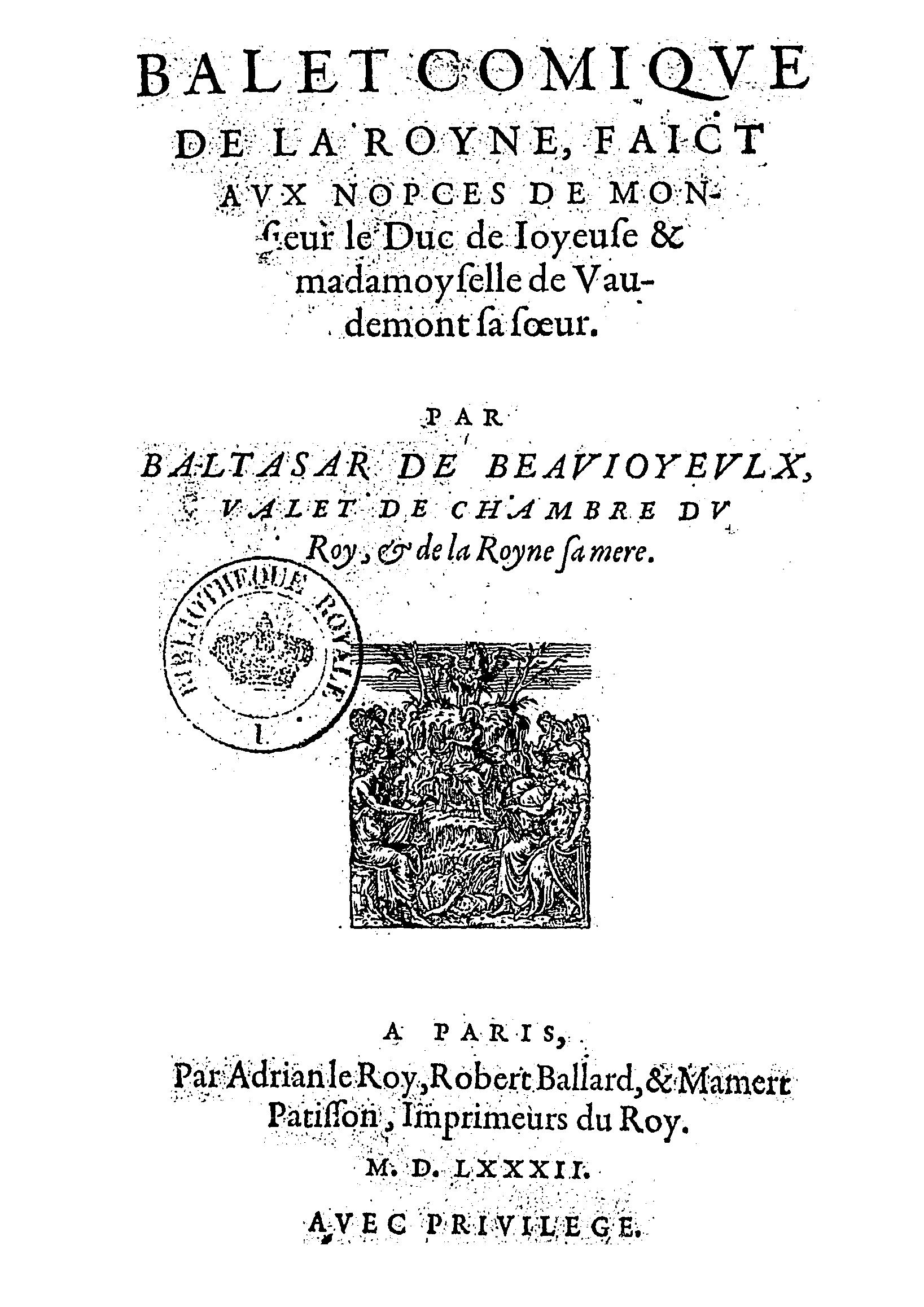
Titelseite des Ballet comique de la reine
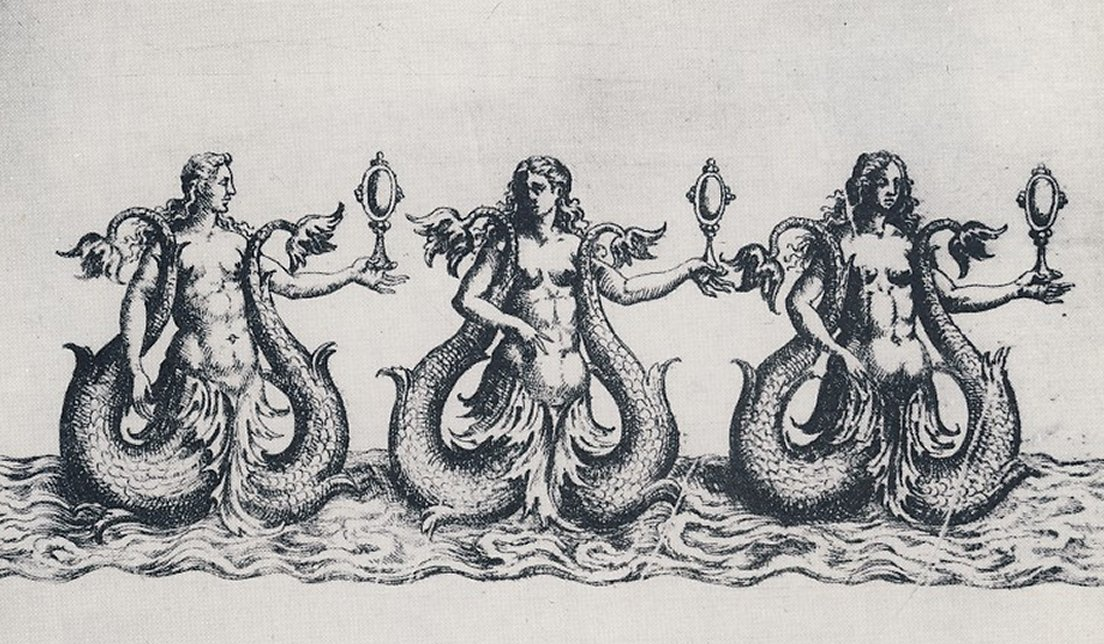
Illustration „Drei Sirenen“
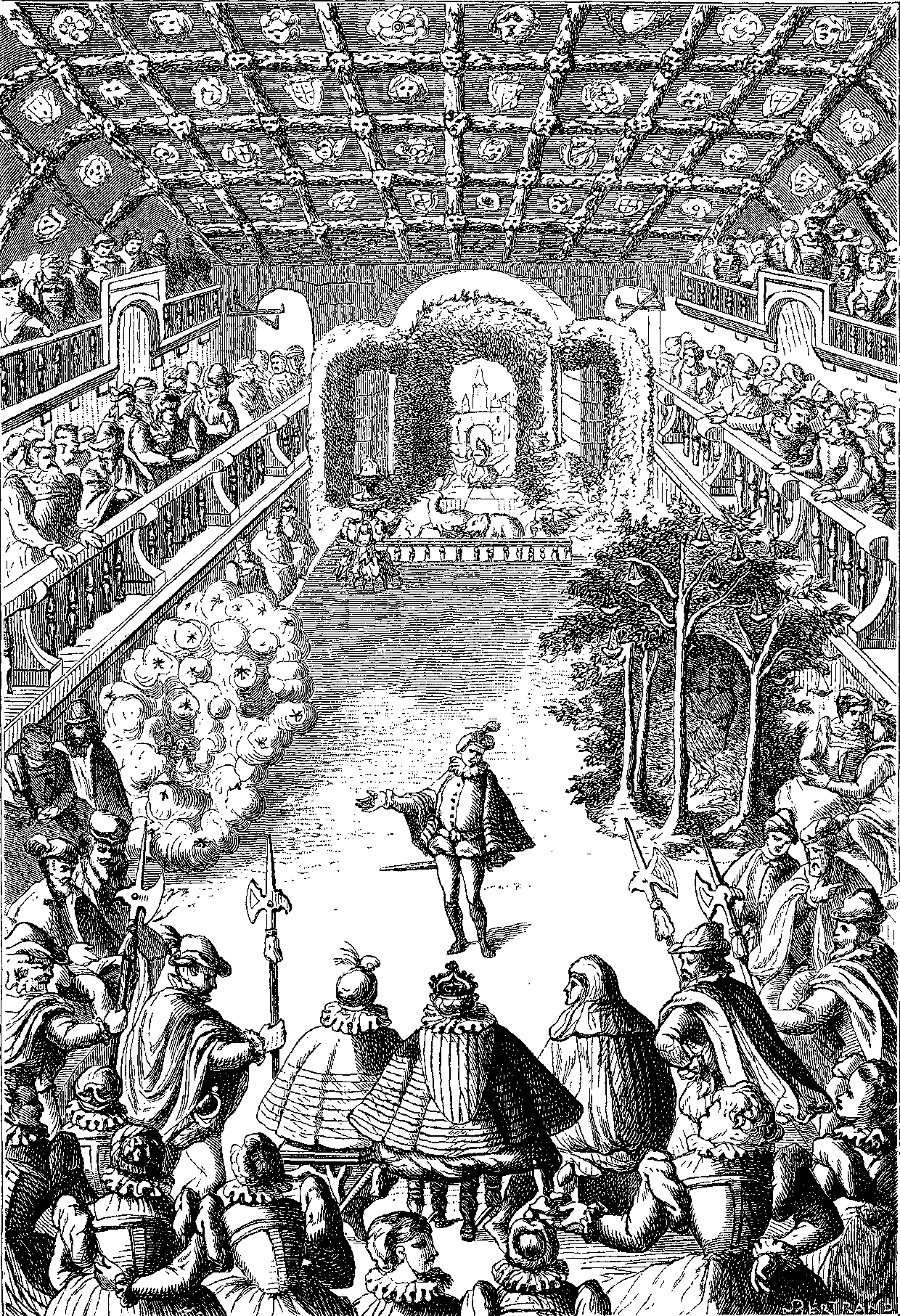
Szenenbild des Balletts
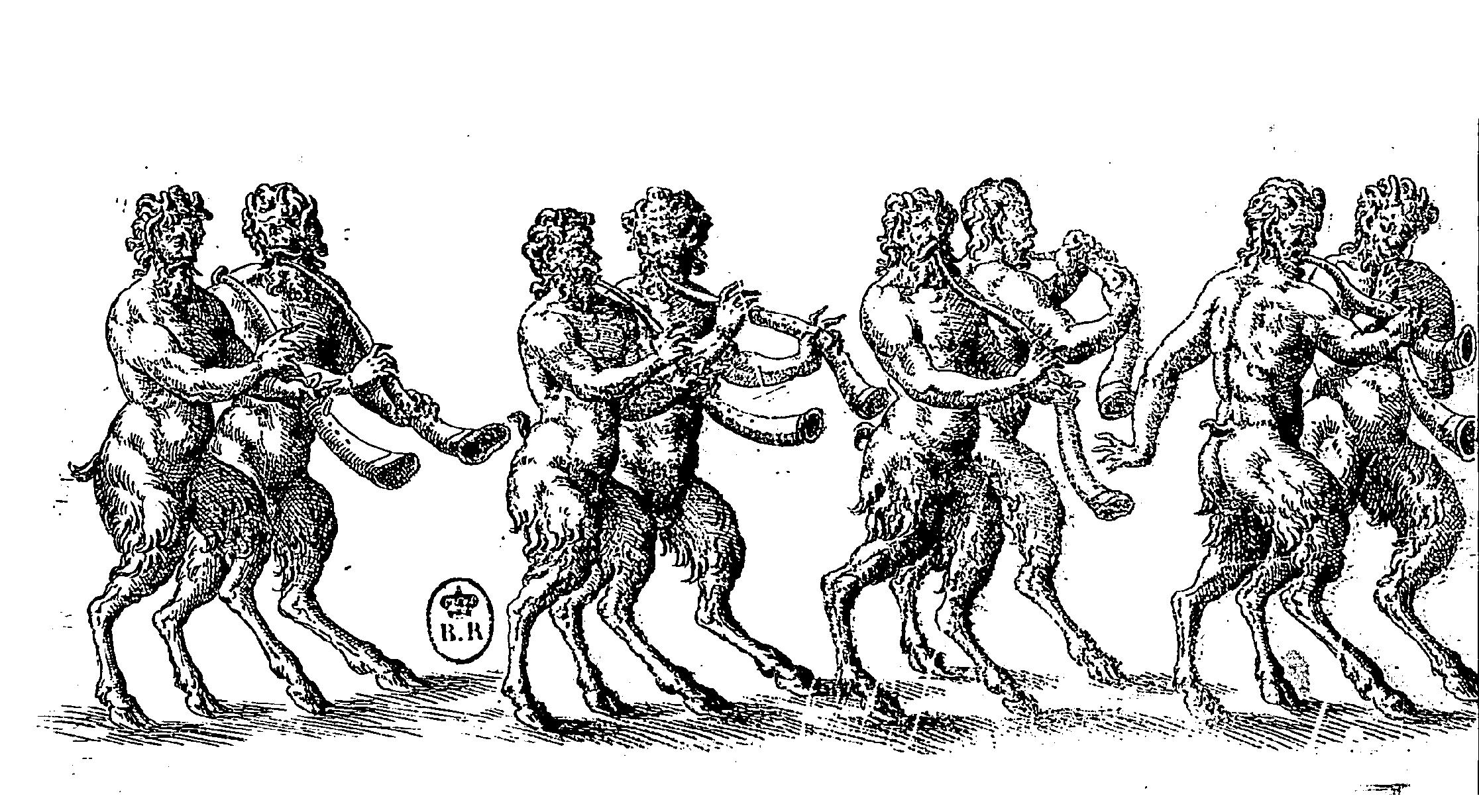
Illustration „Satyrn“
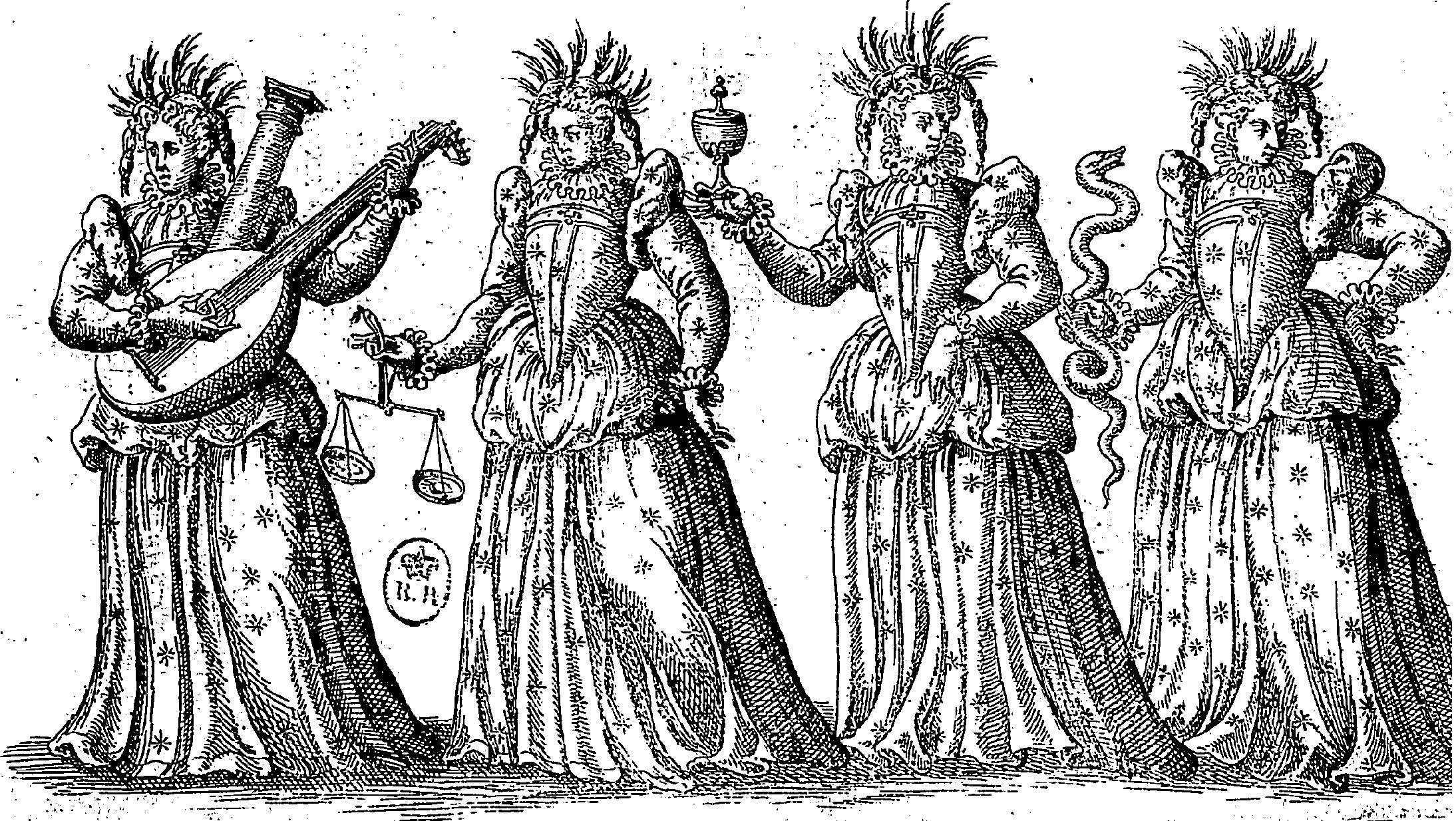
Illustration „Die vier Tugenden“
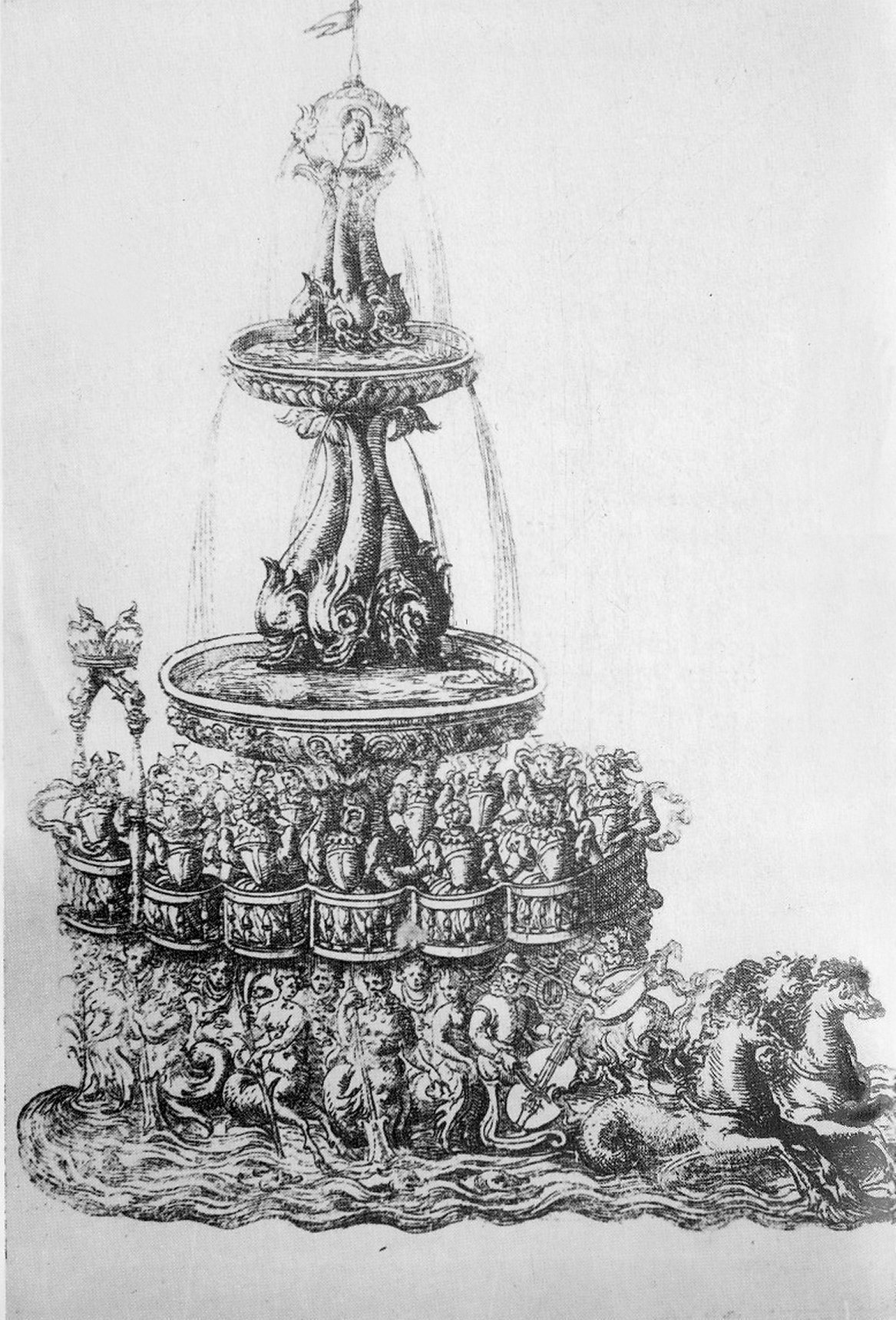
Illustration „Springbrunnen-Kutsche“

## Instrumentalmusik

### Für Laute
- Giulio Cesare Barbetta – Novae Tabulae Musicae, Straßburg: Bernhart Jobin: Noten und Audiodateien im International Music Score Library Project

### Für vier Instrumente
- Florentio Maschera – Libro primo de canzoni da sonare a quattro voci, Brescia: Vincenzo Sabbio: Noten und Audiodateien im International Music Score Library Project (21 vierstimmige Instrumental-Canzonen); darin:
  1. Canzon I zu vier Stimmen: Noten und Audiodateien im International Music Score Library Project
  2. Canzon II zu vier Stimmen: Noten und Audiodateien im International Music Score Library Project
  3. Canzon III zu vier Stimmen: Noten und Audiodateien im International Music Score Library Project
  4. Canzon IV zu vier Stimmen: Noten und Audiodateien im International Music Score Library Project
  5. Canzon V zu vier Stimmen: Noten und Audiodateien im International Music Score Library Project
  6. Canzon VI zu vier Stimmen: Noten und Audiodateien im International Music Score Library Project
  7. Canzon VII 'Al S. Pompeo Coradello' zu vier Stimmen: Noten und Audiodateien im International Music Score Library Project
  8. Canzon VIII zu vier Stimmen: Noten und Audiodateien im International Music Score Library Project
  9. Canzon IX zu vier Stimmen: Noten und Audiodateien im International Music Score Library Project
  10. Canzon X zu vier Stimmen: Noten und Audiodateien im International Music Score Library Project
  11. Canzon XI zu vier Stimmen: Noten und Audiodateien im International Music Score Library Project
  12. Canzon XII zu vier Stimmen: Noten und Audiodateien im International Music Score Library Project
  13. Canzon XIII zu vier Stimmen: Noten und Audiodateien im International Music Score Library Project
  14. Canzon XIV zu vier Stimmen: Noten und Audiodateien im International Music Score Library Project
  15. Canzon XV zu vier Stimmen: Noten und Audiodateien im International Music Score Library Project
  16. Canzon XVI zu vier Stimmen: Noten und Audiodateien im International Music Score Library Project
  17. Canzon XVII zu vier Stimmen: Noten und Audiodateien im International Music Score Library Project
  18. Canzon XVIII zu vier Stimmen: Noten und Audiodateien im International Music Score Library Project
  19. Canzon XIX zu vier Stimmen: Noten und Audiodateien im International Music Score Library Project
  20. Canzon XX zu vier Stimmen: Noten und Audiodateien im International Music Score Library Project
  21. Canzon XXI zu vier Stimmen: Noten und Audiodateien im International Music Score Library Project

### Für fünf Instrumente
- Balthazar de Beaujoyeulx – Balet comique de la Royne: Noten und Audiodateien im International Music Score Library Project

## Vokalmusik

Titelblatt der Erstausgabe der Piae Cantiones, Greifswald 1582 (Exemplar der Königlichen Bibliothek zu Stockholm)

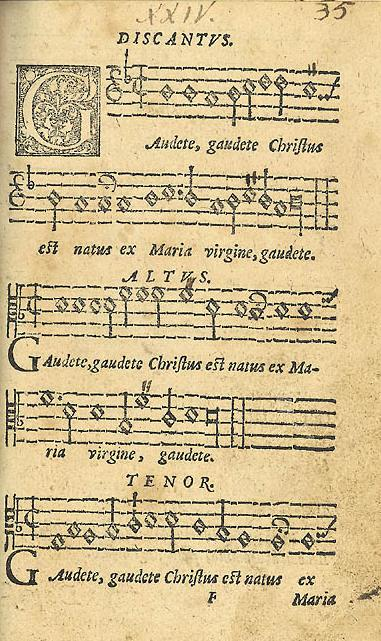
Erste Seite des Liedes Gaudete aus den Piae Cantiones

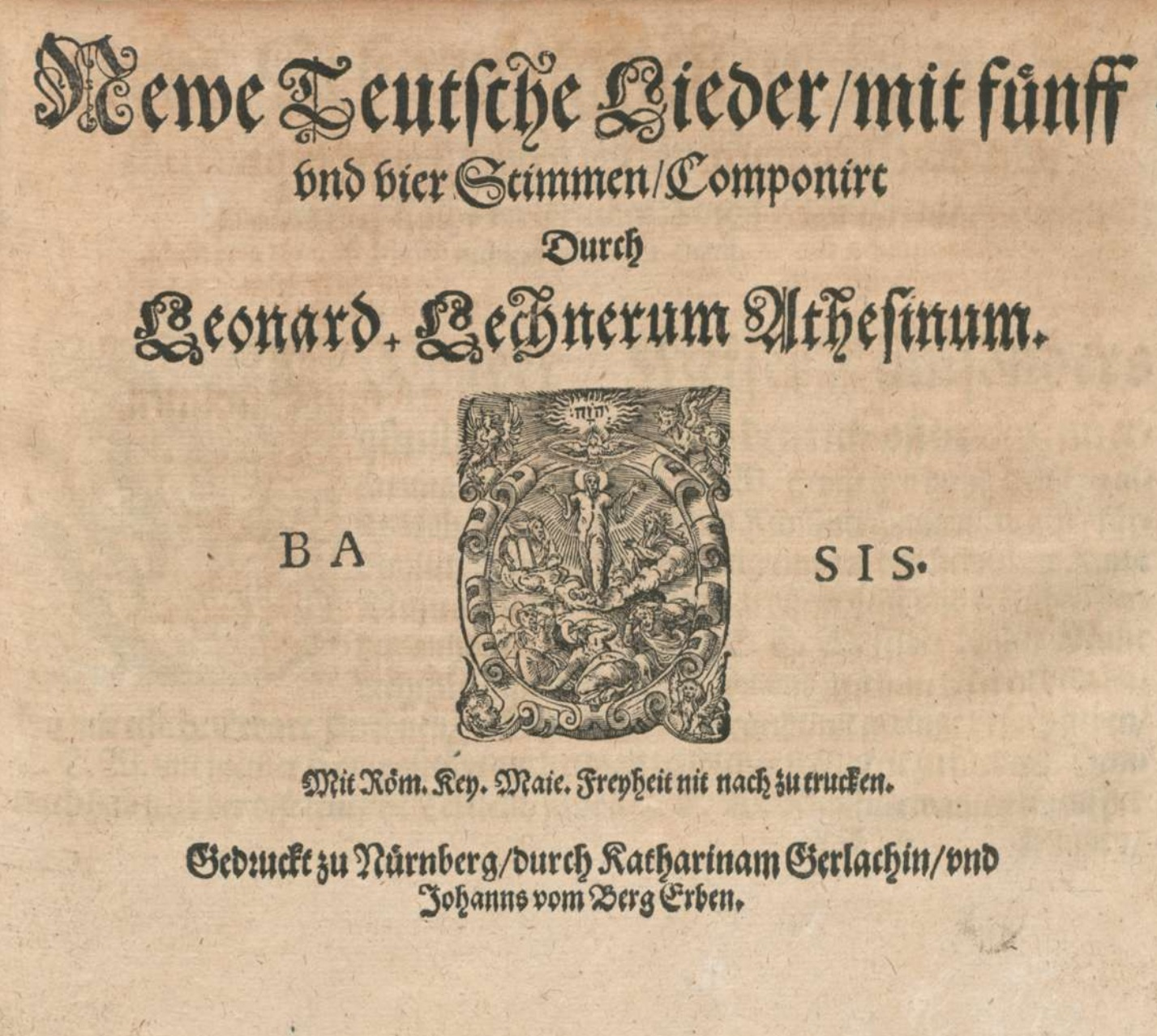
Lechner, Leonhard – Newe Teutsche Lieder, mit fünff vnd vier Stimmen (1582)

### Geistlich
- Blasius Amon – Liber sacratissimarum (quas vulgo introitus appellant) cantionum selectissimus, Wien: Stephan Creuzer
- Antoine de Bertrand – Airs spirituels zu vier und fünf Stimmen, Paris: Adrian Le Roy & Robert Ballard: Noten und Audiodateien im International Music Score Library Project
- Jean de Castro – Chansons, madrigaux et motetz zu drei Stimmen, Antwerpen
- Paschal de l’Estocart
  - Sacrae Cantiones zu vier, fünf, sechs und sieben Stimmen, Lyon: Barthelemi Vincent: Noten und Audiodateien im International Music Score Library Project; darin:
    - Ode en laquelle Jesus Christ zu drei Stimmen: Noten und Audiodateien im International Music Score Library Project

  - Chansons spirituelles et psaumes polyphoniques zu drei Stimmen: Noten und Audiodateien im International Music Score Library Project
- Wolfgang Figulus – Sacrum nuptiale in honorem coniugii […] Johannis Michael, Wittenberg (unvollständig)
- Francisco Guerrero – Missarum liber Secundus, Rom: Domenico Basa; darin:
  - Missa de la batalla escoutez zu fünf Stimmen: Noten und Audiodateien im International Music Score Library Project
  - Missa Surge Propera zu sechs Stimmen: Noten und Audiodateien im International Music Score Library Project
- Paolo Isnardi – Magnificats zu vier, fünf und sechs Stimmen, Venedig: Girolamo Scotto Erben
- Jacobus de Kerle – Quatuor missae zu fünf bis sechs Stimmen, Antwerpen: Christophe Plantin
- Wendelin Keßler – 33 Motets for 5 Voices, Wittenberg: Zacharias Lehman: Noten und Audiodateien im International Music Score Library Project
- Orlando di Lasso
  - Sacrae cantiones zu fünf Stimmen, München: Adam Berg
  - Motetten zu sechs Stimmen, München: Adam Berg
  - Lectiones sacrae novem, ex libris Hiob excerptae zu vier Stimmen, München: Adam Berg
  - Ave Regina caelorum zu sechs Stimmen, LV 1105: Noten und Audiodateien im International Music Score Library Project
  - Da pacem Domine zu sechs Stimmen, LV 718: Noten und Audiodateien im International Music Score Library Project
  - Feria Quinta in Cena Domini zu vier Stimmen, LV Anh.143: Noten und Audiodateien im International Music Score Library Project
  - Feria Sexta in Parasceve zu vier Stimmen, LV Anh.144: Noten und Audiodateien im International Music Score Library Project
  - Lumen ad revelationem zu fünf Stimmen, LV Anh.74: Noten und Audiodateien im International Music Score Library Project
  - Missa super Osculetur me zu acht Stimmen, LV Anh.95: Noten und Audiodateien im International Music Score Library Project
  - Missa super Quand'io penso al martire zu fünf Stimmen, LV 675, in: Missa ad imitationem moduli ... cum quatuor vocibus: Noten und Audiodateien im International Music Score Library Project
  - Mottetta, sex vocum, typis nondum uspiam excusa zu sechs Stimmen: Noten und Audiodateien im International Music Score Library Project
  - O sacrum convivium zu fünf Stimmen, LV 702: Noten und Audiodateien im International Music Score Library Project
  - Osculetur me, in: Fasciculi aliquot sacrarum cantionum, Nürnberg: Gerlach: Noten und Audiodateien im International Music Score Library Project
  - Sabbato Sancto zu vier Stimmen, LV Anh.145: Noten und Audiodateien im International Music Score Library Project
- Claudio Monteverdi – Sacrae Cantiunculae tribus vocibus, liber primus, Venedig: Angelo Gardano; darin:
  - Ave Maria zu drei Stimmen, SV 213: Noten und Audiodateien im International Music Score Library Project
  - Surgens Jesus Dominus noster zu drei Stimmen, SV 227: Noten und Audiodateien im International Music Score Library Project
  - Ubi duo vel tres congregati fuerint zu drei Stimmen, SV 211: Noten und Audiodateien im International Music Score Library Project
- Giovanni Pierluigi da Palestrina – Missarum cum quatuor et quinque vocibus, liber quartus, Venedig: Angelo Gardano: Noten und Audiodateien im International Music Score Library Project
- Didrik Petri – Piae cantiones, Greifswald: Augustin Ferber: Noten und Audiodateien im International Music Score Library Project; darin:
  - Anonymous
    - Personent hodie zu einer Stimme: Noten und Audiodateien im International Music Score Library Project
    - Puer nobis nascitur zu vier Stimmen: Noten und Audiodateien im International Music Score Library Project

### Geistlich und Weltlich
- Jean de Castro – Chansons, madrigaux et motetz a trois parties, Antwerpen: Pierre Phalèse & Jean Bellere: Noten und Audiodateien im International Music Score Library Project; darin:
  - Anchor che co'l partire zu drei Stimmen: Noten und Audiodateien im International Music Score Library Project
- Paschal de l’Estocart
  - Octonaires de la vanité du monde zu drei, vier, fünf und sechs Stimmen, Livre 1, Lyon: Barthelemi Vincent: Noten und Audiodateien im International Music Score Library Project
    - Mondain, si tu le sçais zu vier Stimmen: Noten und Audiodateien im International Music Score Library Project
    - Orfevre, taille moi une boule zu vier Stimmen: Noten und Audiodateien im International Music Score Library Project
    - Quand on arrestera la course zu vier Stimmen: Noten und Audiodateien im International Music Score Library Project

  - Octonaires de la vanité du monde zu drei, vier, fünf und sechs Stimmen, Livre 2, Lyon: Barthelemi Vincent: Noten und Audiodateien im International Music Score Library Project
- Orlando di Lasso – Etliche außerleßne, kurtze, gute geistliche und weltliche Liedlein zu vier Stimmen, München: Adam Berg
- Theodoricus Petri Ruutha (Hrsg.) – Piae Cantiones (schwedisch-finnische Sammlung von Kirchen- und Schulgesängen)

### Weltlich
- Lodovico Agostini – drittes Buch der Madrigale zu sechs Stimmen, Ferrara: Francesco Rossi & Paolo Tottorino
- Vittorio Baldini – Il Lauro secco zu fünf Stimmen, Ferrara: Vittorio Baldini: Noten und Audiodateien im International Music Score Library Project (Sammlung von Madrigalen); darin:
  - Luzzasco Luzzaschi – Se'l lauro è sempre verde zu fünf Stimmen: Noten und Audiodateien im International Music Score Library Project
  - Luca Marenzio – Mentre l'aura spirò nel verde Lauro zu fünf Stimmen: Noten und Audiodateien im International Music Score Library Project
  - Giaches de Wert – Hor fuggi infedele ombra zu fünf Stimmen: Noten und Audiodateien im International Music Score Library Project
  - Andrea Gabrieli – O in primavera eterna zu fünf Stimmen: Noten und Audiodateien im International Music Score Library Project
  - Ippolito Fiorini – Ode l'anima mia gioia infinita zu fünf Stimmen: Noten und Audiodateien im International Music Score Library Project
- Paolo Bellasio – zweites Buch der Madrigale zu fünf Stimmen, Venedig: Girolamo Scotto Erben
- Jean de Castro
  - Livre de chansons nouvellement zu drei Stimmen, Paris 1575, Antwerpen 1582
  - Livre de chansons zu drei Stimmen, Antwerpen
- Paschal de l’Estocart – Cent vingt et six quatrains du Sieur de Pibrac zu zwei, drei, vier, fünf und sechs Stimmen, Lyon: Barthelemi Vincent: Noten und Audiodateien im International Music Score Library Project (Vertonungen von Gedichten von Guy Du Faur, Lord of Pibrac)
- Giovanni Ferretti – Canzoni alla napolitana a 5 voc., Lib.1, Venedig: Girolamo Scotto Erben: Noten und Audiodateien im International Music Score Library Project
- Orlando di Lasso – Libro de villanelle, moresche et altre canzoni: Noten und Audiodateien im International Music Score Library Project; darin:
  - Ad altre le voi dare ste passate zu vier Stimmen, LV 654: Noten und Audiodateien im International Music Score Library Project
  - Saccio na cosa zu vier Stimmen, LV 656: Noten und Audiodateien im International Music Score Library Project
  - Tutto lo dì mi dici zu vier Stimmen, LV 655: Noten und Audiodateien im International Music Score Library Project
- Leonhard Lechner – Neue Teutsche Lieder mit fünff und vier Stimmen, Nürnberg: Katharina Gerlach und Johann Bergs Erben: Noten und Audiodateien im International Music Score Library Project
- Carl Luython – Il primo libro de madrigali zu fünf Stimmen, Venedig: Angelo Gardano
- Luzzasco Luzzaschi – Terzo libro de madrigali à 5 voci, Venedig: Angelo Gardano; darin:
  - Da l'odorate spoglie zu fünf Stimmen: Noten und Audiodateien im International Music Score Library Project
  - Dolci sospiri ardenti zu fünf Stimmen: Noten und Audiodateien im International Music Score Library Project
  - Grazie ad Amor zu fünf Stimmen: Noten und Audiodateien im International Music Score Library Project
- Giovanni de Macque
  - Secondo libro di madrigaletti et napolitane a sei voci, Venedig: Angelo Gardano
  - Goditi pur novo Terren zu fünf Stimmen: Noten und Audiodateien im International Music Score Library Project
- Luca Marenzio
  - Madrigali a 5 voci, Libro 3, Venedig: Angelo Gardano: Noten und Audiodateien im International Music Score Library Project; darin:
    - Caro dolce mio ben chi mi vi toglie zu fünf Stimmen: Noten und Audiodateien im International Music Score Library Project
    - Deh, vezzose del Tebro amate Ninfe zu fünf Stimmen: Noten und Audiodateien im International Music Score Library Project
    - Ecco più che mai bella e vaga l'aura zu fünf Stimmen: Noten und Audiodateien im International Music Score Library Project
    - Lunge da voi mia vita zu fünf Stimmen: Noten und Audiodateien im International Music Score Library Project
    - Madonna poi ch'uccider mi volete zu fünf Stimmen: Noten und Audiodateien im International Music Score Library Project
    - Occhi lucenti e belli zu fünf Stimmen: Noten und Audiodateien im International Music Score Library Project
    - Ohime il bel viso zu fünf Stimmen: Noten und Audiodateien im International Music Score Library Project
    - Ohimè, se tanto amate zu fünf Stimmen: Noten und Audiodateien im International Music Score Library Project
    - La pastorella mia spietata e rigida zu fünf Stimmen: Noten und Audiodateien im International Music Score Library Project
    - Ridean già per le piagge erbette e fiori zu fünf Stimmen: Noten und Audiodateien im International Music Score Library Project
    - Rose bianche e vermiglie zu fünf Stimmen: Noten und Audiodateien im International Music Score Library Project
    - Scaldava il sol zu fünf Stimmen: Noten und Audiodateien im International Music Score Library Project
    - Scherzando con diletto zu fünf Stimmen: Noten und Audiodateien im International Music Score Library Project
    - Se la mia fiamma ardente zu fünf Stimmen: Noten und Audiodateien im International Music Score Library Project
    - Si presso a voi zu fünf Stimmen: Noten und Audiodateien im International Music Score Library Project
    - Togli, dolce ben mio zu fünf Stimmen: Noten und Audiodateien im International Music Score Library Project

  - Madrigali a 6 voci, Libro 3; darin:
    - Io morirò d'Amore zu sechs Stimmen: Noten und Audiodateien im International Music Score Library Project
- Philippe de Monte – Madrigali a 3 voci, Libro 1, Venedig: Angelo Gardano: Noten und Audiodateien im International Music Score Library Project; darin:
  - Ahi dove lasso me prieghi e parole zu drei Stimmen: Noten und Audiodateien im International Music Score Library Project
  - Amor, che sol de i cor leggiadri ha cura zu drei Stimmen: Noten und Audiodateien im International Music Score Library Project
  - Ardo, sospiro e piango, e sì mi piace zu drei Stimmen: Noten und Audiodateien im International Music Score Library Project
  - La bocca, onde l'asprissime zu drei Stimmen: Noten und Audiodateien im International Music Score Library Project
  - Chi non sà come altrui duo chiari lumi zu drei Stimmen: Noten und Audiodateien im International Music Score Library Project
  - Dico, che da quel punto, ch'infiammarsi zu drei Stimmen: Noten und Audiodateien im International Music Score Library Project
  - Dolce mia vita, da cui vivo e moro zu drei Stimmen: Noten und Audiodateien im International Music Score Library Project
  - Mentr'ameranno i nudi pesci l'onde zu drei Stimmen: Noten und Audiodateien im International Music Score Library Project
  - Ne pur si duro esilio e lontanza zu drei Stimmen: Noten und Audiodateien im International Music Score Library Project
  - Non vedete voi donna il mio tormento zu drei Stimmen: Noten und Audiodateien im International Music Score Library Project
  - O beata colei, ch'al fin puo dire zu drei Stimmen: Noten und Audiodateien im International Music Score Library Project
  - O chi potra mai ben chiuder'in versi zu drei Stimmen: Noten und Audiodateien im International Music Score Library Project
  - O mia lieta ventura, hor quale stella zu drei Stimmen: Noten und Audiodateien im International Music Score Library Project
  - Oime dov'è'l mio core? zu drei Stimmen: Noten und Audiodateien im International Music Score Library Project
  - Ove lontan da la mia fida luce zu drei Stimmen: Noten und Audiodateien im International Music Score Library Project
  - Poi c'hor è dolce ogni passato scempio zu drei Stimmen: Noten und Audiodateien im International Music Score Library Project
  - Qual più scontento amante alberga in terra zu drei Stimmen: Noten und Audiodateien im International Music Score Library Project
  - Quel desir, c'hebbi in sù la vista prima zu drei Stimmen: Noten und Audiodateien im International Music Score Library Project
  - S'io odo alcun felice, e lieto amante zu drei Stimmen: Noten und Audiodateien im International Music Score Library Project
  - Satiati Amor, ch'à piu doglioso amante zu drei Stimmen: Noten und Audiodateien im International Music Score Library Project
  - Spesso à consiglio i miei pensier convoco zu drei Stimmen: Noten und Audiodateien im International Music Score Library Project
  - Vago monte, fiorite ombrose piagge zu drei Stimmen: Noten und Audiodateien im International Music Score Library Project
  - Vissimi un tempo in dolce foco ardendo zu drei Stimmen: Noten und Audiodateien im International Music Score Library Project
  - Volentier canterei de vostri honori zu drei Stimmen: Noten und Audiodateien im International Music Score Library Project
  - Vostro fui, vostro son, e sarò vostro zu drei Stimmen: Noten und Audiodateien im International Music Score Library Project
- Pomponio Nenna – Madrigali a 5 voci, Libro 1, Venedig: Angelo Gardano: Noten und Audiodateien im International Music Score Library Project
- Lambert de Sayve – Il primo libro delle canzoni a la napolitana zu fünf Stimmen, Wien
- Alessandro Striggio der Ältere – Madrigali a 6 voci, Libro 2, Venedig: Girolamo Scotto: Noten und Audiodateien im International Music Score Library Project
  - Non rumor di tamburi zu sechs Stimmen: Noten und Audiodateien im International Music Score Library Project
- Ivo de Vento – Newe Teutsche Liedlein mit Fünff stimmen welche gantz lieblich zu singen und auff allerley Instrumenten zu gebrauchen, München: Adam Berg; darin:
  - Ich stund an einem Morgen zu fünf Stimmen: Noten und Audiodateien im International Music Score Library Project
- Pietro Vinci – Madrigali a 3 voci, Libro 1, Venedig: Girolamo Scotto Erben: Noten und Audiodateien im International Music Score Library Project; darin:
  - Occhi leggiadri e belli zu drei Stimmen: Noten und Audiodateien im International Music Score Library Project
- Annibale Zoilo – Occhi dolci occhi soavi occhi cari zu fünf Stimmen: Noten und Audiodateien im International Music Score Library Project

## Musiktheoretische Schriften
- Giulio Cesare Barbetta – Novae Tabulae Musicae, Straßburg
- Jean Yssandon – Traité de la musique pratique, Paris: Adrian le Roy & Robert Ballard,: Noten und Audiodateien im International Music Score Library Project

## Geboren

### Geburtsdatum gesichert
- 01. April: Thomas Simpson, englischer Komponist, Gambist, Violinist und Musikherausgeber († 1628)
- 01. Mai: Marco da Gagliano, italienischer Komponist († 1643)
- 26. Juni (getauft): Johannes Schultz, deutscher Komponist († 1653)
- 23. Dezember: Severo Bonini, italienischer Organist, Komponist und Schriftsteller († 1663)[3]

### Genaues Geburtsdatum unbekannt
- Gregorio Allegri, italienischer Komponist († 1652)
- Sigismondo d’India, italienischer Komponist († 1629)
- Johann Jeep, deutscher Liederkomponist, Organist und Kapellmeister († 1644)
- Joan March, spanischer Benediktinermönch, Komponist und Organist († 1658)

### Geboren vor 1582
- Anton Drewelwecz, deutscher Metallblasinstrumentenmacher († 1603)

### Geboren um 1582
- Juan Bautista Comes, spanischer Kapellmeister und Komponist († 1643)
- Thomas Ravenscroft, englischer Sänger, Musiktheoretiker und Komponist († um 1635)

## Gestorben

### Todesdatum gesichert
- 27. Februar: Johann Reusch, deutscher Kantor und Komponist (* um 1523)
- 00. März: Séverin Cornet, franco-flämischer Sänger, Kapellmeister und Komponist (* um 1530)
- 3. oder 4. Mai: Giorgio Mainerio, italienischer Komponist (* zwischen 1530 und 1540)
- 14. Juli: Johannes de Cleve, franko-flämischer Komponist, Kapellmeister und Sänger (* 1528 oder 1529)
- 16. November: Pere Alberc i Vila, katalanischer Komponist, Organist und Orgelbauer (* 1517)

### Genaues Todesdatum unbekannt
- Jörg Ebert, deutscher Orgelbauer (* unbekannt)

### Gestorben um 1582
- Ulrich Campell, Schweizer Reformator, Historiker, Liederdichter und Begründer des Vallader (* um 1510)